# M4 Sherman
M4 Sherman, tên chính thức là Xe tăng hạng trung M4 (Medium Tank M4), là loại xe tăng hạng trung được quân đội Hoa Kỳ và các nước Đồng minh Tây Âu sử dụng rộng rãi nhất trong Chiến tranh thế giới thứ hai. M4 Sherman được đánh giá là có sự cơ động cao, đáng tin cậy, có giá thành khá thấp để sản xuất hàng loạt. Hơn mười nghìn xe tăng đã được cung cấp cho khối Thịnh vượng chung Anh và Liên Xô qua Chương trình Lend-Lease. Xe tăng được người Anh đặt theo tên của vị tướng William T. Sherman trong Cuộc nội chiến Hoa Kỳ.
M4 Sherman được phát triển dựa trên những kinh nghiệm từ Xe tăng Hạng trung M3, với sự thay đổi về trang bị vũ khí và vị trí đặt pháo. Thiểt kế của M4 Sherman gắn pháo 75 mm lên một tháp pháo xoay độc lập, có giáp mặt trước khá tốt, gần bằng so với T-34 của Liên Xô. Về hỏa lực thì pháo 75mm M3 có sức công phá ngang ngửa với pháo 76mm F-34 của dòng T-34-76, cũng như pháo 76mm M1 có sức xuyên phá gần bằng với pháo 85mm D-5T của dòng T-34-85, tuy nhiên đạn nổ HE của pháo M1 kém hơn hẳn HE của D-5T vì cỡ nòng nhỏ hơn, nhưng bù lại thì Sherman có thêm súng máy trên nóc để hỗ trợ phòng không và chống bộ binh. Về độ cơ động, Sherman có động cơ với công suất khá tốt (từ 300 đến 400 mã lực đối với bản M4, M4A1, M4A2 và M4A4, 450 mã lực đối với bản M4A3) giúp xe có thể đạt vận tốc lên đến 48 km/h và tầm hoạt động khoảng 240 km. Những yếu tố này đã giúp Sherman vượt trội hơn các loại xe tăng hạng nhẹ và hạng trung của Đức được trang bị trong giai đoạn 1939–42. M4 là loại xe tăng được sản xuất nhiều nhất trong lịch sử Hoa Kỳ, với 49.234 chiếc được sản xuất với nhiều biến thể khác nhau, chỉ đứng sau T-34. Trong Chiến tranh thế giới thứ hai, xe tăng Sherman là một trong những xe tăng xung kích chủ chốt của Đồng minh phương Tây sau năm 1942.
Khi xe tăng M4 thực chiến lần đầu tiên ở Bắc Phi tại Trận El Alamein lần hai vào năm 1942, nó tỏ ra vượt trội hơn phần lớn các loại xe tăng hạng trung cùng thời của Đức và Ý. Vì lý do này, Quân đội Hoa Kỳ tin rằng M4 đã đủ để giúp giành chiến thắng trong cuộc chiến, và họ ít quan tâm hơn trong việc phát triển các mẫu xe tăng mới. Những hạn chế về hậu cần và vận chuyển, như đường xá, bến cảng và cầu, cũng làm phức tạp việc phát triển một loại xe có năng lực hơn nhưng nặng hơn. Các tiểu đoàn Pháo Tự hành Chống tăng được trang bị xe dựa trên khung của M4, nhưng có tháp pháo hở nóc và được lắp đặt pháo chống tăng mạnh mẽ hơn. Thậm chí đến năm 1944, hầu hết các phiên bản M4 vẫn được trang bị pháo 75 mm đa dụng. Tại thời điểm đó, dù M4 đã bị các loại xe tăng hạng trung và hạng nặng của Đức vượt trội về giáp và hỏa lực, nhưng chúng vẫn được coi là hiệu quả với độ tin cậy cao, dễ sửa chữa, hậu cần tốt hơn và sự hỗ trợ lớn của các đơn vị máy bay chiến đấu, ném bom và pháo. Một số phiên bản Sherman được lắp đặt pháo M1 76 mm, được tái trang bị lại bằng khẩu pháo chống tăng Ordnance QF 17 pounder cỡ nòng 76,2 mm mạnh mẽ hơn của người Anh (Sherman Firefly) hoặc được lắp đặt lựu pháo 105 mm để hoạt động với vai trò xe thiết giáp hỗ trợ bộ binh.
Việc sản xuất dễ dàng đã cho phép M4 được sản xuất với số lượng lớn và dễ dàng sửa chữa các xe bị bắn hỏng trong chiến đấu để quay trở lại chiến trường. Những yếu tố này kết hợp lại đã tạo ra ưu thế lớn về quân số cho Đồng minh trong hầu hết các trận chiến, với nhiều sư đoàn bộ binh được trang bị M4 và pháo tự hành chống tăng.
Sau Chiến tranh Thế giới lần hai, Sherman, đặc biệt là những phiên bản cải tiến và nâng cấp, tiếc tục được sử dụng bởi nhiều quốc gia trong các cuộc xung đột khác trên thế giới như Lực lượng Liên Hợp Quốc trong Chiến tranh Triều Tiên, Cuộc xung đột Ả Rập-Israel và Chiến tranh Ấn Độ – Pakistan 1965.

## Thiết kế ban đầu
Xe tăng M4 được Cục Quân khí Lục quân Hoa Kỳ thiết kế nhằm mục đích thay thế cho xe tăng hạng trung M3. M3 là sự phát triển lớn của xe tăng hạng nhẹ M2, được đưa vào hoạt động trong năm 1939. M3 được phát triển như một biện pháp tức thời cho đến khi người Mỹ có thể nghĩ ra cách thiết kế một tháp pháo để lắp pháo 75 mm. Mặc dù M3 là một tích cực lớn khi được người Anh ở châu Phi sử dụng để chống lại các xe tăng Đức, nhưng việc đặt tháp pháo 37 mm lên trên đã khiến xe quá cao, và khẩu pháo chính gắn bên hông có góc bắn hạn chế, chỉ có thể ngắm được ở một góc khác nếu kíp lái phải xoay xe tăng theo hướng cần bắn. Mặc dù các nhà thiết kế Mỹ miễn cưỡng trong việc áp dụng pháo của người Anh vào mẫu xe, nhưng các nhà thiết kế vẫn sẵn sàng đón nhận những đóng góp của kíp lái Anh. Những ý tưởng của người Anh, cùng với thiết kế của Bộ tổng Tham mưu Canada, đã ảnh hưởng không nhỏ tới sự phát triển của xe tăng Sherman sau này.
Thiết kế chi tiết của M4 đã được Cục Quân khí đệ trình vào ngày 31 tháng 8 năm 1940, nhưng việc phát triển một mẫu thử nghiệm đã bị trì đến khi các mẫu thiết kế cuối cùng của xe tăng M3 được hoàn thành để đưa vào sản xuất hàng loạt. Vào ngày 18 tháng 4 năm 1941, Ủy ban Lực lượng Thiết giáp Hoa Kỳ đã chọn thiết kế đơn giản nhất trong số năm thiết kế. Được biết đến với cái tên T6, thiết kế là thân và khung của M3 đã được sửa đổi, mang theo một tháp pháo được thiết kế mới gắn súng 75 mm của M3. Sau này mẫu thiết kế đó được biết đến qua cái tên Sherman.
M4 Sherman là tập hợp của những kinh nghiệm rút ra từ việc thiết kế các loại xe tăng vào những năm 1930, trong số đó có hệ thống treo vòng xoắn dây cót dọc, xích tăng có vỏ bọc cao su, động cơ hướng tâm bố trí đằng sau và đĩa răng kéo đằng trước. Theo như dự định ban đầu thì M4 phải là một loại tăng có thời gian sản xuất nhanh, có độ linh hoạt và hoả lực cao, có tính năng hỗ trợ bộ binh và quan trọng nhất là M4 phải hạ được các loại tăng hạng trung của Đức Quốc xã cũng như các nước thuộc khối Trục.
Nguyên mẫu T6 được hoàn thành vào ngày 2 tháng 9 năm 1941. Phần thân trên của T6 là một khối đúc liền lớn. Thiết kế có một cửa sập duy nhất trên thân xe cho người lái và một cửa sập ở bên thân. Trong mẫu M4A1 sau này, kiểu đúc nguyên khối này vẫn được duy trì, cửa sập bên đã bị loại bỏ và cửa sập thứ hai được bổ sung cho người lái phụ. Bản T6 sửa đổi được tiêu chuẩn hóa thành M4 và bắt đầu đua vào sản xuất vào tháng 2 năm 1942. Các mô hình thân xe sau đó sẽ được tiêu chuẩn hóa lại thành M4A1, với các mô hình thân hàn đầu tiên được nhận được định danh M4. Vào tháng 8 năm 1942, một biến thể của M4 đã được Cục quân khí Detroit đưa ra với các lớp giáp nghiêng. Thay đổi này nhằm mục đích cải thiện khả năng bảo vệ của xe tăng mà không làm tăng trọng lượng hoặc làm giảm các đặc tính kỹ thuật khác.

### Học thuyết
Trước khi Hoa Kỳ chính thức tham chiến, học thuyết về lực lượng Thiết giáp của họ đã được điều chỉnh lại trong cuốn Sổ tay Hướng dẫn Thực chiến 100-5 (xuất bản tháng 5 năm 1941) sau một thời gian phát triển mẫu M4. Sổ tay viết rằng:
Các sư đoàn thiết giáp được tổ chức với vai trò chủ đạo là thực hiện tốt các nhiệm vụ đòi hỏi sự cơ động cao và hỏa lực lớn. Các sư đoàn này sẽ phụ trách những nhiệm vụ mang tính quyết định. Nó có khả năng tham gia vào mọi hình thức giao chiến, nhưng vai trò chính vẫn là các hoạt động càn quét, tấn công các khu vực cánh sườn của kẻ thù.

Do đó, M4 ban đầu không được thiết kế với vai trò là xe tăng hỗ trợ bộ binh. Chúng là mũi nhọn của các sư đoàn thiết giáp với sự hỗ trợ của các lực lượng bộ binh tùng thiết, và không nhất thiết chỉ đảm nhiệm nhiệm vụ tiêu diệt xe tăng địch, mà sẽ phụ thuộc vào quyết định của các cấp chỉ huy trên chiến trường. Cuốn sách hướng dẫn sử dụng xe tăng M4 (FM 17-33, "Tiểu đoàn Xe tăng, Hạng nhẹ và Hạng trung" vào tháng 9 năm 1942) viết rằng việc giao chiến với xe tăng địch khi cần thiết chỉ là một trong những nhiệm vụ chính của xe tăng M4, nhưng vấn đề này chỉ được đề cập trong một trang văn bản kèm với bốn sơ đồ mô phỏng về các trận chiến xe tăng, trong tổng số 142 trang. Học thuyết thiết giáp ban đầu phần lớn chịu ảnh hưởng mạnh mẽ từ những thành công ban đầu của chiến thuật Blitzkrieg của Đức.
Học thuyết của Hoa Kỳ đồng thời cho rằng công việc quan trọng nhất trong tác chiến chống tăng là ngăn chặn các cuộc tấn công ồ ạt của xe tăng đối phương - chủ yếu được thực hiện bằng pháo chống tăng được kéo và pháo tự hành, được vận hành bởi các tiểu đoàn "Pháo chống tăng", với sự hỗ trợ của các xe tăng khác nếu có thể. Tốc độ là yếu tố quan trọng nhất để triển khai các pháo tự hành chống tăng để tiêu diệt các đợt xe tăng của kẻ thù. Tuy vậy, học thuyết này hiếm khi được áp dụng trong thực chiến vì được cho là thiếu thực tế. Các chỉ huy đơn vị thiết giáp không muốn giữ các đội hình pháo tự hành ở trạng thái dự bị; nếu làm như vậy, đội hình xung kích của đối phương sẽ dễ dàng trọc thủng tuyến phòng ngự của lực lượng thiết giáp đó. Điều đó sẽ không xảy ra nếu người Mỹ cho triển khai lực lượng pháo tự hành ở tuyến đầu ở bất kỳ cuộc tấn công nào.

## Lịch sử sản xuất

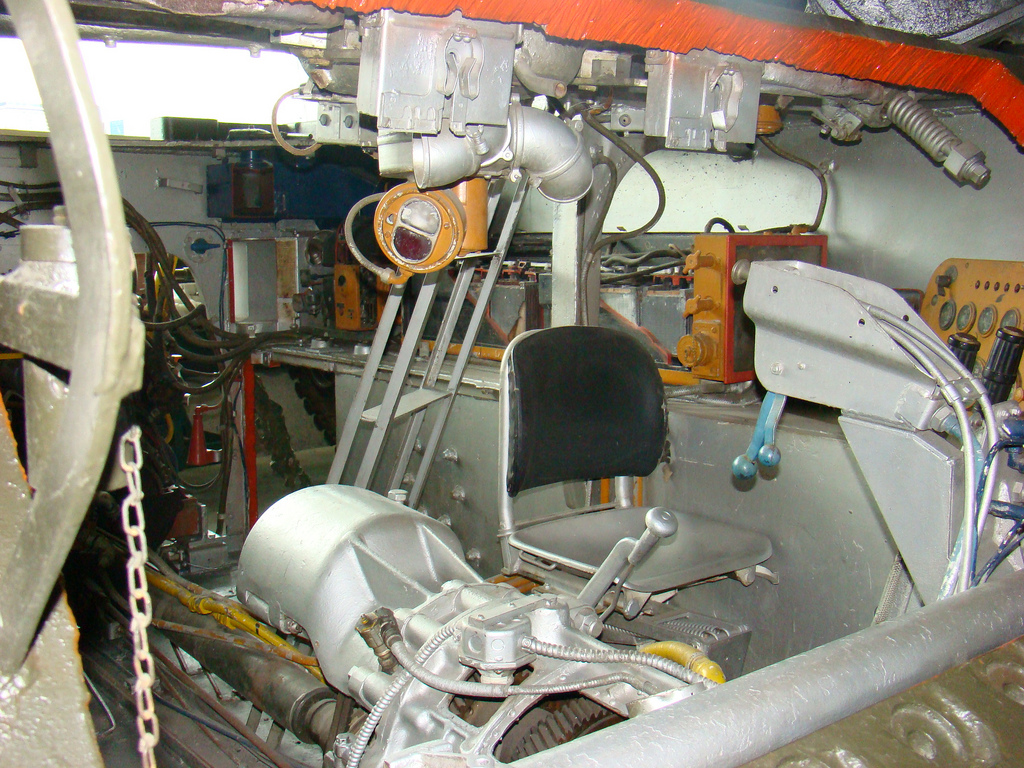
Mặt cắt cho thấy cấu trúc bên trong của xe tăng Sherman, bao gồm hộp số và ghế lái xe

Việc sản xuất được bắt đầu lần đầu tiên tại nhà máy Lima Locomotive khi nhà máy đang sản xuất xe tăng cho lực lượng quân đội Anh. M4 được sản xuất cho quân đội Anh và Mỹ. Michael Dewar chính là người đầu tiên qua Mỹ đặt hàng cho quân Anh, và hiện tại vẫn còn một chiếc Sherman tại bảo tàng thiết giáp Bovington.
Trong Thế chiến II, quân đội Mỹ có tổng cộng 16 sư đoàn thiết giáp và 70 tiểu đoàn tăng hoạt động độc lập. Trước tháng 9 năm 1942, Tổng thống Franklin D. Roosevelt đã chỉ thị cho các nhà máy phải sản xuất ít nhất 120.000 chiếc xe tăng để thành lập 61 sư đoàn thiết giáp để hỗ trợ cho lực lượng Đồng Minh tại Châu Âu. Mặc dù các nhà máy tại Mỹ không bị lực lượng không quân địch đánh bom nhưng phân nửa số nguyên liệu sản xuất xe tăng phải chuyển cho việc đóng tàu cho Hải quân, khiến cho quá trình sản xuất diễn ra khá lâu và số lượng xe tăng xuất xưởng chỉ được một nửa so với mục tiêu. Theo như tính toán thì số nguyên liệu (sắt, thép,...) chuyển cho các xưởng đóng tàu có thể sản xuất được hơn 67.000 chiếc xe tăng, nên thực tế chỉ có khoảng 53.500 chiếc xe tăng được Mỹ sản xuất từ năm 1942-1945.

Có tổng cộng bảy loại biến thể của M4 đưa vào sản xuất: M4, M4A1, M4A2, M4A3, M4A4, M4A5, và M4A6. Mặc dù có nhiều biến thể như vậy nhưng cấu tạo của các phiên bản khác nhau của M4 vẫn khá giống như nhau. Ví dụ điển hình nhất chính là phiên bản biến thể A4 và A3, A4 không có gì hơn A3. M4A1 có hơi khác M4 về phần động cơ, thân tăng của M4A1 hơi cong. Phiên bản M4A4 có hệ thống động cơ dài hơn khiến cho thân tăng của phiên bản này khá dài và có khá nhiều bộ guốc phanh xích. M4A5 được thiết kế cho quân đội Canada. M4A6 có bệ máy giãn dài và chỉ có dưới 100 chiếc được sản xuất.

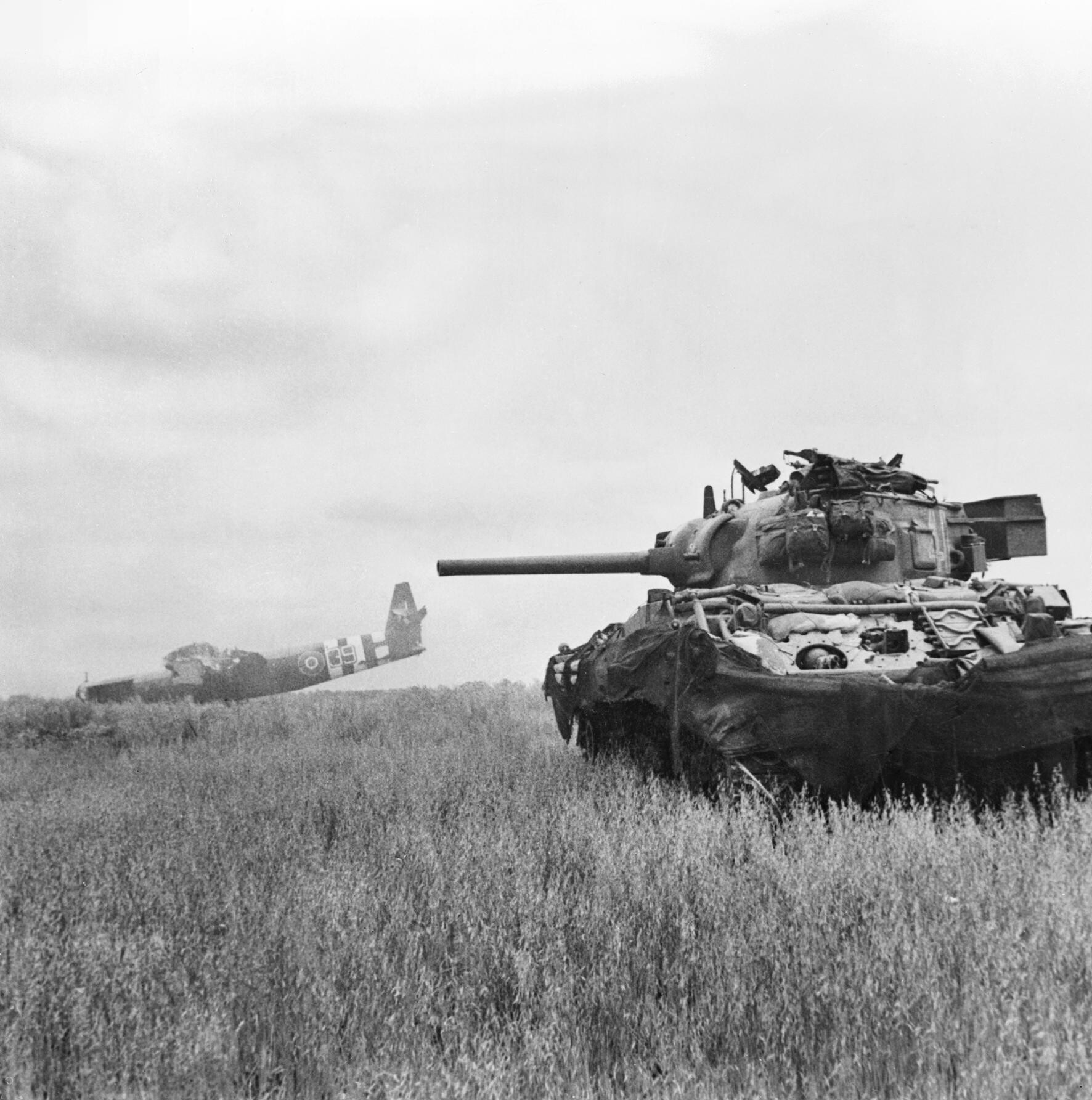
Một xe tăng Sherman của Trung đoàn Hoàng Gia Hussars 18 làm nhiệm vụ tại Ranville, Normandie, 10 tháng 6 năm 1944

Đa số các phiên bản Sherman đều sử dụng động cơ chạy bằng xăng, có hai phiên bản Sherman là M4A2 và M4A6 sử dụng động cơ diesel. M4A2 được lắp ráp sáu động cơ GMC 6-71 theo cặp sắp xếp theo kiểu thẳng hàng. M4A6 lại sử dụng động cơ Caterpillar RD1820 bố trí toả tròn. M4A4 sử dụng động cơ Chrysler A57 (thường được gửi đến các nước Đồng Minh và Liên Xô thông qua chương trình Lend-Lease). Các phiên bản M4 thường được trang bị động cơ toả tròn Continental. Các biến thể đời sau của nó cũng không thay đổi nhiều mà chỉ chú trọng thay thế hệ thống treo, ngăn chứa đạn mạ thiếc, gia cố lại lớp giáp bọc. Như phiên bản M4 "Composite", nó được lắp ráp thân tăng cong và phần thân tăng - phía sau được hàn dính với nhau qua một lớp sắt. Quân Anh có cách sắp xếp và bố trí máy khác với quân Mỹ.
Nhiều chi tiết về hình dạng, trang bị vũ khí và hiệu suất được cải thiện trong quá trình sản xuất mà không có sự thay đổi về số kiểu cơ bản của xe tăng. Chúng bao gồm hệ thống treo mạnh hơn, kho trữ đạn "ướt" (W) an toàn hơn và cách bố trí giáp chắc chắn hơn hoặc hiệu quả hơn, chẳng hạn như mẫu M4 "Composite", có giá thành rẻ hơn. Người Anh đặt tên các mẫu thiết kế khác nhau của Shermans bằng số hiệu cho các mẫu thân khác nhau với các chữ cái chỉ sự khác biệt về vũ khí trang bị và hệ thống treo: A cho mẫu trang bị pháo 76mm,  B mẫu trang bị lựu pháo 105mm, C cho mẫu trang bị pháo 17-pdr, và Y cho bất kỳ phương tiện nào được trang bị HVSS; Ví dụ như khẩu M4A1 (76) được người Anh vận hành được gọi là Sherman IIA.
| Định danh                    | Vũ khí chính         | Thân xe                                                       | Động cơ                                            |
| ---------------------------- | -------------------- | ------------------------------------------------------------- | -------------------------------------------------- |
| M4                           | 75 mm                | được hàn các phần lại                                         | động cơ xăng Continental R975 cùng bộ tản nhiệt    |
| M4(105)                      | lựu pháo 105 mm      | được hàn các phần lại                                         | động cơ xăng Continental R975 cùng bộ tản nhiệt    |
| M4 Composite                 | 75 mm                | nguyên khối mặt trước, hàn hai bên thân                       | động cơ xăng Continental R975 cùng bộ tản nhiệt    |
| M4A1                         | 75 mm                | đúc nguyên khối                                               | động cơ xăng Continental R975 cùng bộ tản nhiệt    |
| M4A1(76)W                    | 76 mm                | đúc nguyên khối                                               | động cơ xăng Continental R975 cùng bộ tản nhiệt    |
| M4A2                         | 75 mm                | được hàn các phần lại                                         | Động cơ diesel GM 6046 (kết hợp với 6-71s)         |
| M4A2(76)W                    | 76 mm                | được hàn các phần lại                                         | Động cơ diesel GM 6046 (kết hợp với 6-71s)         |
| M4A3(75)W                    | 75 mm                | được hàn các phần lại                                         | động cơ xăng Ford GAA V8                           |
| M4A3E2 "Jumbo"               | 75 mm (một số 76 mm) | được hàn các phần lại                                         | động cơ xăng Ford GAA V8                           |
| M4A3(76)W                    | 76 mm                | được hàn các phần lại                                         | động cơ xăng Ford GAA V8                           |
| M4A4                         | 75 mm                | được hàn các phần lại; mở rộng chiều dài xe                   | động cơ xăng Chrysler A57 Multibank                |
| M4A6                         | 75 mm                | nguyên khối mặt trước, hàn hai bên thân; mở rộng chiều dài xe | động cơ diesel Caterpillar D200A cùng bộ tản nhiệt |
| W = hệ thống kho trữ đạn ướt |                      |                                                               |                                                    |

Bản cắt thể hiện các chi tiết kĩ thuật của phiên bản M4A4: 1 – Khoen móc cẩu, 2 – Bộ thông gió, 3 – Lối vào bên trong tháp pháo, 4 – Kính tiềm vọng, 5 – Vòng lăn ở lỗ thoát, 6 – Ghế ngồi của pháo thủ, 7 – Ghế ngồi của pháo thủ phụ, 8 – Ghế ngồi của trưởng xe, 9 – Tháp pháo, 10 – Bộ lọc khí, 11 – Cổ miệng bộ tản nhiệt, 12 – Bộ phân phối lọc khí, 13 – Động cơ, 14 – Ống thải khí, 15 – Bánh puli đệm cho xích, 16 – Máy bơm nước, 17 – Bộ tản nhiệt, 18 – Máy phát điện, 19 – Trục dẫn động sau, 20 – Thùng tháp pháo, 21 – Ổ quay tháp pháo, 22 – Trục dẫn động trước, 23 – Rơmoóc của hệ thống treo, 24 – Hộp số, 25 – Bánh răng chủ động chính, 26 – Ghế ngồi của lái xe, 27 – Ghế ngồi của phụ lái/xạ thủ súng máy, 28 – Pháo chính 75 mm, 29 – Lối vào của lái tăng, 30 – Súng máy M1919A4.

Các phiên bản đầu của Sherman được trang bị pháo chính 75 mm. Mặc dù Cục quân khí đã tiến hành thiết kế các mẫu xe tăng T20 để thay thế cho Sherman, Quân đội Hoa Kỳ vẫn hài lòng với Sherman và Bộ chỉ huy Thiết giáp cho rằng một số chi tiết trên các mẫu đầu tiên không đạt yêu cầu của họ. Nhiều yếu tố và thiết kế mới đã được áp dụng vào các phiên bản Sherman mới sau này. Bản M4A1, M4A2 và M4A3 được lắp đặt tháp pháo rộng hơn với pháo 76 mm được lấy từ thí nghiệm xe tăng T23. Bản 76 mm tiêu chuẩn đầu tiên được lắp đặt trên phiên bản M4A1, được đưa vào biên chế vào tháng 1 năm 1944, và được thực chiến vào tháng 7 năm 1944 trong Chiến dịch Cobra. Nhiều biến thể của M4 và M4A3 đựoc sản xuất với lựu pháo 105  mm. Mẫu Sherman đầu tiên được trang bị pháo 105 mm là bản M4, được đưa vào biên chế trong tháng 2 năm 1944.
Từ tháng 5 tới tháng 7 năm 1944. Lục quân Hoa Kỳ đã chấp nhận sử dụng 254 xe tăng M4A3E2 Jumbo Sherman, với hệ thống giáp rất dày và mang pháo 75 mm trong tháp pháo T23 mới, chắc chắn hơn, có nhiệm vụ tiêu diệt các cứ điểm, hộ tống đoàn vận tải và tiên phong cho các mũi xung kích thiết giáp. M4A3 là phiên bản đầu tiên được sản xuất với hệ thống lò xo treo ngang HVSS cùng hệ thống bánh xích lớn, được đưa vào sản xuất trong tháng 8 năm 1944. Nhờ sự hiệu quả do hệ thống HVSS mang lại, mẫu thiết kế này được các kíp lái gọi là "Easy Eight", dựa trên định danh của mẫu thiết kế "E8". Các phiên bản M4 và M4A3 trang bị lựu pháo 105 mm, cùng với các phiên bản M4A1 và M4A2 mang pháo 76 mm, đều được trang bị hệ thống HVSS. Các kĩ sư người Mỹ và Anh sau đó phát triển thêm các loại xe chuyên dụng dựa trên thân xe Sherman, mặc dù chỉ có số ít được tham chiến, bao gồm bản Sherman có gắn lưỡi xúc, Sherman Duplex Drive. Sherman "Zippo" và mẫu mang hệ thống pháo phản lực T34 Calliope. Các thiết kế của người Anh (Sherman DD và Sherman quét mìn) góp phần hình thành lên các lực lượng chuyên dụng đặc biệt, được biết đến là "Những gã hề của Hobart" - "Hobart's Funnies", đặt theo tên của Thiếu tướng Percy Hobart, Sư đoàn trưởng Sư đoàn Thiết giáp 79 Anh Quốc.
Thân xe của Sherman cũng được sử dụng để phát triển các loại xe hỗ trợ khác, bao gồm pháo tự hành chống tăng M10 Wolverine và M36 Jackson; pháo tự hành M7B1, M12, M40 và M43; xe thiết giáp sửa chữa M32 và M74 trang bị cần cẩu, hệ thống kéo và pháo cối 81 mm; và M34 (phát triển từ M32B1) và M35 (phát triển từ M10A1) có nhiệm vụ chuyên chở pháo.
| Định danh      | Sản xuất | Số lượng                  | Thời gian                                                        |
| -------------- | --- | ------------------------- | ---------------------------------------------------------------- |
| M4             | Công ty Pressed Steel Công ty Baldwin Locomotive Tập toàn American Locomotive Công ty Pullman-Standard Cục quân khí Thiết giáp Detroit                  | 6.748                     | Tháng 7 năm 1942 – Tháng 1 năm 1944                              |
| M4(105)        | Cục quân khí Thiết giáp Detroit | 800                       | Tháng 2 năm 1944 – Tháng 9 năm 1944                              |
| M4(105) HVSS   | Cục quân khí Thiết giáp Detroit | 841                       | Tháng 9 năm 1944 – Tháng 3 năm 1945                              |
| M4A1           | Công ty Lima Locomotive Công ty Pressed Steel Công ty Pacific Car and Foundry                                                                           | 6.281                     | Tháng 2 năm 1942 – Tháng 12 năm 1943                             |
| M4A1(76)W      | Công ty Pressed Steel | 2.171                     | Tháng 1 năm 1944 – Tháng 12 năm 1944                             |
| M4A1(76)W HVSS | Công ty Pressed Steel | 1.255                     | Tháng 1 năm 1945 – Tháng 7 năm 1945                              |
| M4A2           | Cục Thiết giáp Fisher (Grand Blanc) Công ty Pullman-Standard Tập đoàn American Locomotive Công ty Baldwin Locomotive Công ty Federal Machine and Welder | 8.053                     | Tháng 4 năm 1942 – Tháng 5 năm 1944                              |
| M4A2(76)W      | Cục Thiết giáp Fisher | 1.594                     | Tháng 5 năm 1944 – Tháng 12 năm 1944                             |
| M4A2(76)W HVSS | Cục Thiết giáp Fisher Công ty Pressed Steel | 1.321                     | Tháng 1 năm 1945 – Tháng 5 năm 1945                              |
| M4A3           | Công ty Ford Motor | 1.690                     | Tháng 6 năm 1942 – Tháng 9 năm 1943                              |
| M4A3(75)W      | Cục Thiết giáp Fisher | 2.420                     | Tháng 2 năm 1944 – Tháng 12 năm 1944                             |
| M4A3(75)W HVSS | Cục Thiết giáp Fisher | 651                       | Tháng 1 năm 1945 – Tháng 3 năm 1945                              |
| M4A3E2         | Cục Thiết giáp Fisher | 254                       | Tháng 5 năm 1944 – Tháng 7 năm 1944                              |
| M4A3(76)W      | Cục Thiết giáp Detroit Cục Thiết giáp Fisher | 1.400 500 Tổng cộng 1.925 | Tháng 2 năm 1944 – Tháng 7 1944 Tháng 9 năm 1944 – Tháng 12 1944 |
| M4A3(76)W HVSS | Cục Thiết giáp Detroit | 2.617                     | Tháng 7 năm 1944 – Tháng 4 năm 1945                              |
| M4A3(105)      | Cục Thiết giáp Detroit | 500                       | Tháng 5 năm 1944 – Tháng 9 năm 1944                              |
| M4A3(105) HVSS | Cục Thiết giáp Detroit | 2.539                     | Tháng 9 năm 1944 – Tháng 6 năm 1945                              |
| M4A4           | Cục Thiết giáp Detroit | 7.499                     | Tháng 7 năm 1942 – Tháng 11 năm 1943                             |
| M4A6           | Cục Thiết giáp Detroit | 75                        | Tháo 10 năm 1943 – Tháng 2 năm 1944                              |
| Tổng cộng      | | 49.234                    |                                                                  |

## Vũ khí

### Quá trình phát triển

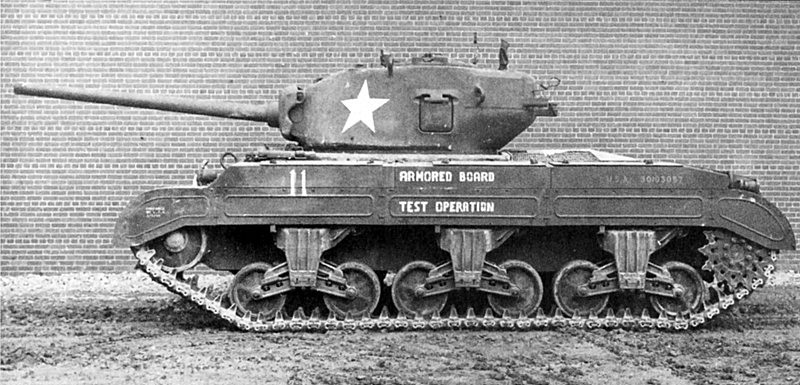
Mẫu xe tăng thử nghiệm T23 với pháo M1A1 76 mm. Mẫu tháp pháo của xe tăng này sau sẽ được áp dụng cho các loại xe tăng M4 Sherman mang pháo 76 mm

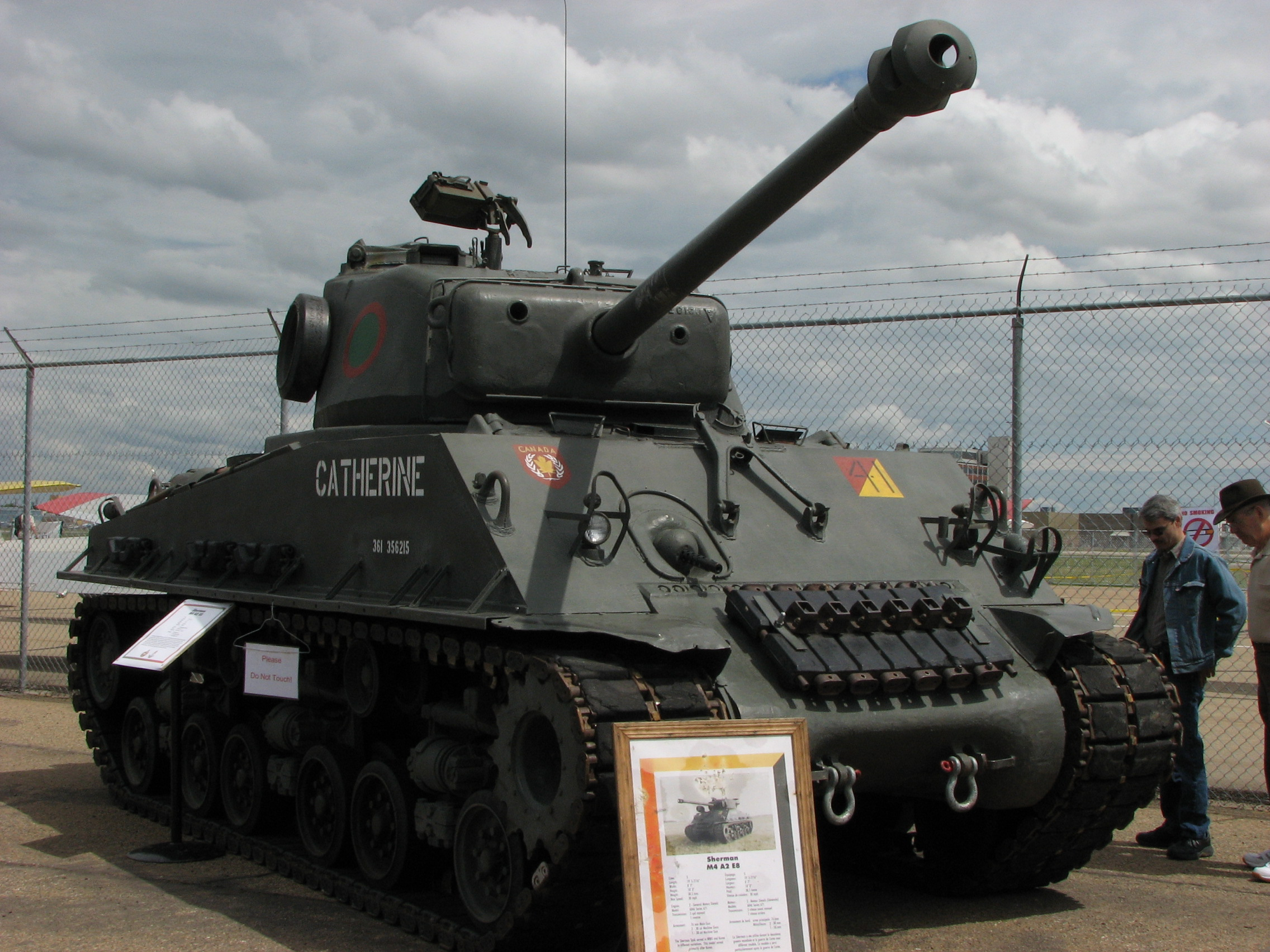
Xe tăng M4A2E8 "Easy Eight", còn được biết đến qua tên chính thức là M4A2(76)W HVSS, được trang bị pháo M1A2 76 mm

Trong quá trình thiết kế xe, các kỹ sư Mỹ đã lập nhiều phương án để có thể lắp nhiều loại pháo (cụ thể là pháo 75 mm, pháo 3-inch hoặc lựu pháo 105 mm) vào tháp pháo của Sherman. Việc lắp đặt pháo 3-inch M7, pháo chính của xe tăng hạng nặng M6, vào tháp pháo của Sherman, được thử nghiệm đầu tiên, nhưng kích thước lớn và sức nặng của khẩu pháo khiến việc lắp đặt là không khả thi.

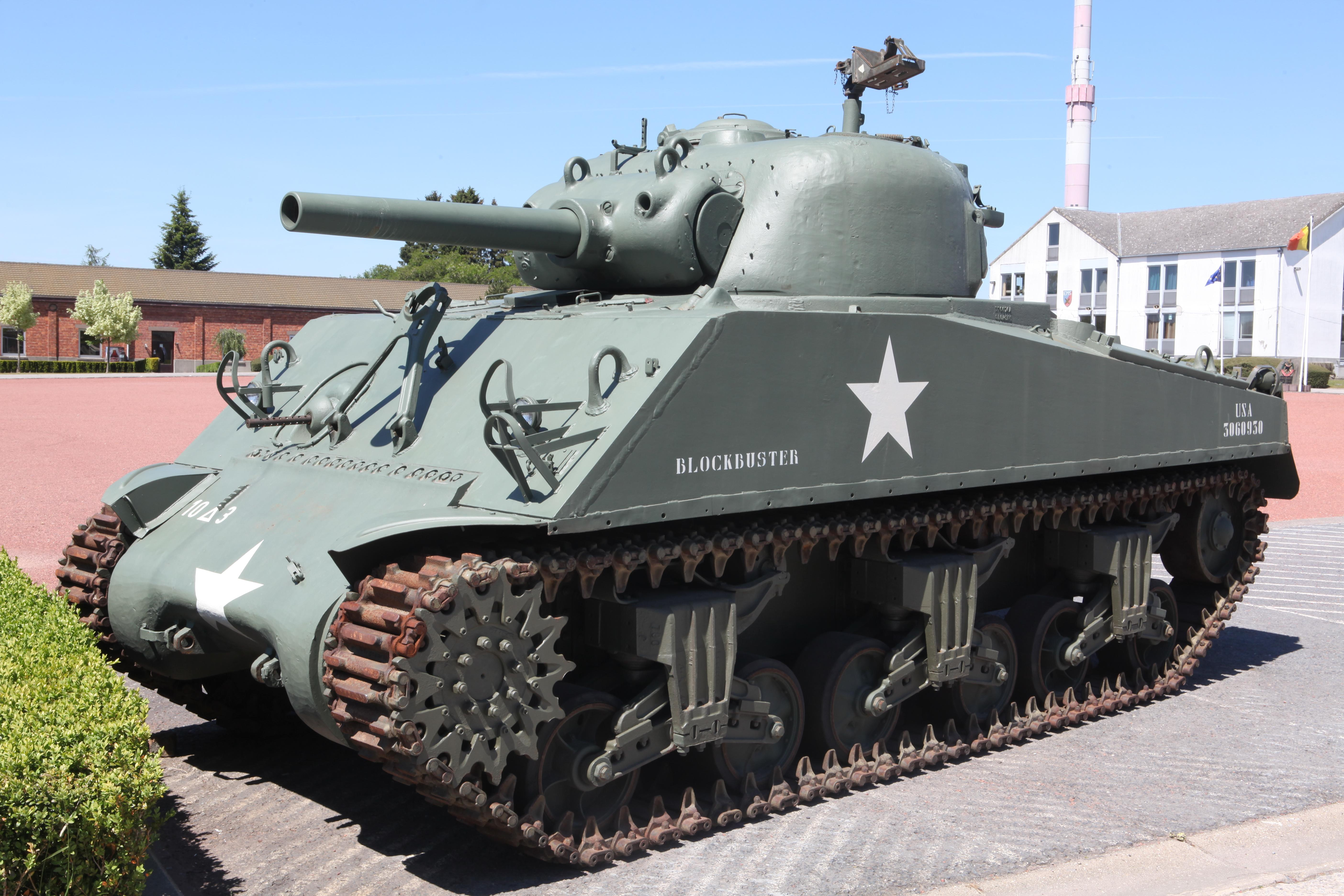
M4 Sherman mang pháo 105 mm

Đầu năm 1942, quân đội bắt đầu thử nghiệm việc lắp đặt pháo 105 mm vào tháp pháo của Sherman. Lựu pháo M2A1 105 mm được cho là không phù hợp, nên đã được thiết kế lại hoàn toàn với định danh mới là M4 105 mm. Sau nhiều lần sửa đổi tháp pháo (liên quan đến sự cân bằng của súng và tốc độ quay tháp pháo) và thay đổi nội thất của xe (để phù hợp cho việc trữ đạn 105 mm), Cục Quân khí đã bày tỏ sự hài lòng với thiết kế mới này và việc sản xuất xe tăng M4 mang pháo 105 mm được tiến hành vào tháng 2 năm 1944.
Sherman trong lần tham chiến đầu tiên vào năm 1942 được trang bị pháo M3 75 mm, có khả năng bắn xuyên thủng được lớp giáp đồng nhất (RHA) dày 88 mm ở góc 90 độ ở khoảng cách 100 mét (110 yd) và 73 mm ở khoảng cách 1.000 mét, bằng đạn M61 APCBC thông dụng. Tại chiến trường Bắc Phi, Sherman có thể hạ gục được cả hai loại xe tăng chính của Đức là Panzer III và Panzer IV ở phạm vi giao chiến thông thường. Tình báo Mỹ cho rằng quân đội Đức Quốc xã sẽ tung ra hai loại tăng mới là Tiger I vào năm 1942 và Panther năm 1943. Họ cho rằng Panther là loại xe tăng hạng nặng tương tự với chiếc Tiger I, và nghi ngờ về việc sẽ có nhiều chiếc được sản xuất. Do quan niệm sai lầm này, cùng với kết quả rút ra từ các buổi thử nghiệm rằng pháo 76 mm có thể tiêu diệt cả Tiger I và Panther, Bộ chỉ huy Quân đội Hoa Kỳ đã không đặc biệt quan tâm đến Tiger I. Tuy nhiên, tiêu chí đánh giá và kết quả của các cuộc thử nghiệm pháo 76 mm sau đó được cho là không chính xác khi so sánh với điều kiện thực tế (các cuộc thử nghiệm đối với các tấm giáp của Mỹ có cấu hình giống với các tấm giáp được tìm thấy trên xe tăng Panther cho thấy pháo M1A1 mới sẽ phù hợp trong việc tiêu diệt xe Panther hơn, nhưng việc thử nghiệm trên một chiếc Panther bị thu giữ chưa bao giờ được thực hiện), thậm chí cả Tướng Eisenhower còn nói rằng Cục Quân khí đã gửi những báo cáo sai cho ông về việc pháo 76 mm có thể hạ gục bất kỳ loại xe tăng nào của Đức. Ban chỉ huy Lục quân Hoa Kỳ cũng không lường trước được việc người Đức có ý định sẽ biến Panther thành xe tăng tiêu chuẩn cho các sư đoàn thiết giáp của họ trong năm 1944, được hỗ trợ bởi một số lượng nhỏ Tiger I và Tiger II.
Khi pháo 76 mm, có định danh T1, được lắp đặt trên xe tăng Sherman vào mùa xuân năm 1943, nó được cho là gây mất cân bằng tháp pháo, và việc nòng súng quá dài sẽ gây khó khăn trong việc vận chuyển và có nguy cơ sẽ khiến xe bị lật nếu di chuyển trên khu vực có địa hình gồ ghề. Chiều dài của khẩu pháo được cắt giảm 15-inch (380 mm), và được mang định danh mới là M1. Việc lắp khẩu pháo mới này vào tháp pháo M4 gốc ban đầu được nhận định là không khả thi, vì vậy tháp pháo của dự án xe tăng T23 bị hủy bỏ đã được sử dụng để thay thế cho phiên bản sản xuất cuối cùng của M4 Shermans 76 mm, cùng với một phiên bản nâng cấp mới của pháo M1 là M1A1.
Bất chấp việc phát triển các loại pháo chống tăng 76 mm và 90 mm mới của Cục Quân khí, Bộ chỉ huy Quân đội Hoa Kỳ đã từ chối việc sản xuất chúng, và cho rằng đó là không cần thiết. Việc nâng cấp M4 Sherman bằng cách lắp tháp pháo trang bị pháo 90 mm từ dự án xe tăng T26 lên thân chiếc M4 vào tháng 4 năm 1944 đã được dừng lại sau khi họ nhận ra mẫu thử nghiệm này có thể làm trì hoãn việc phát triển xe tăng T26. Thậm chí vào năm 1943, hầu hết các mẫu xe thiết giáp của Đức như Panzer IV, pháo tự hành xung kích StuG III và pháo tự hành chống tăng Marder III, đều được trang bị pháo 7,5 cm KwK 40, đều có khả năng tiêu diệt Sherman ở các khoảng cách thông thường. Sự chênh lệch lớn về hỏa lực giữa xe tăng Đức trong năm 1943 và pháo 75 mm của Sherman là động lực dẫn đến việc phát triển pháo 76 mm vào tháng 1 năm 1944. Trong quá trình thử nghiệm trước thời điểm diễn ra Chiến dịch Overlord, pháo 76 mm được phát hiện là sẽ tạo ra một chớp lửa lớn không thể tránh khỏi, dẫn đến việc bụi đất xung quanh bắn lên mù mịt và cản trở việc tiếp tục bắn của xe. Mẫu pháo M1A1C, được đưa vào sản xuất vào tháng 3 năm 1944, được cắt thêm rãnh xoắn ở đầu nòng pháo để có thể lắp một bộ bù giật ở đó. Bộ bù giật cho mẫu pháo M1A2 được phát triển vào tháng 10 năm 1944 đã giải quyết được hoàn toàn vấn đề chớp lửa bằng cách tạo các lỗ dẫn chớp lửa sang hai bên khẩu pháo.

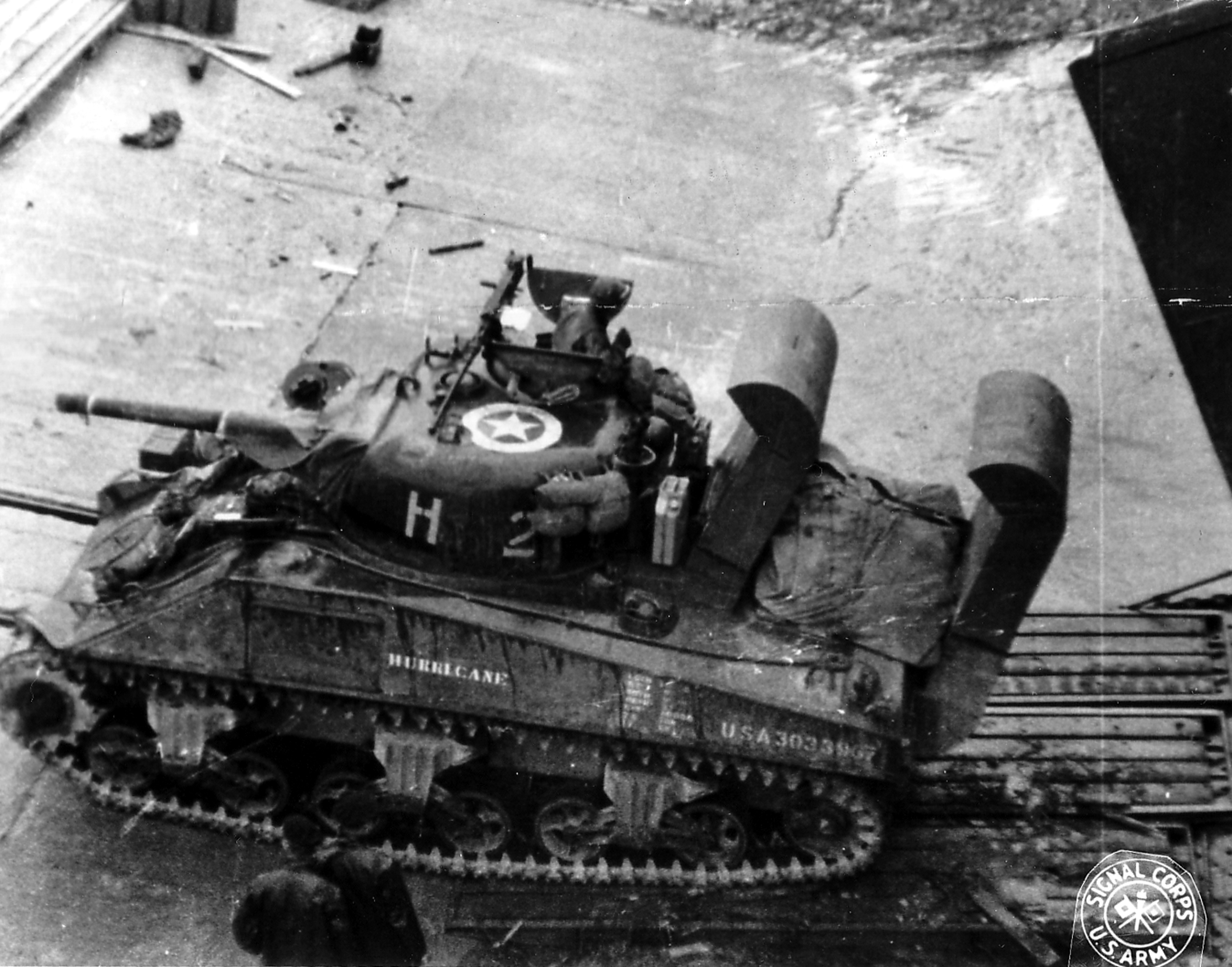
Xe tăng M4 Sherman trang bị pháo 75 mm và hệ thống lội nước DWG đang đổ bộ vào Normandie

Học thuyết của Lục quân Hoa Kỳ vào thời điểm đó đề cao khả năng đa nhiệm của xe tăng, và việc sử dụng đạn nổ mạnh được coi là quan trọng. Là một loại súng chống tăng chuyên dụng, pháo 76 mm có loại đạn nổ mạnh yếu hơn nhiều so với loại 75 mm hiện có, và ban đầu không được các chỉ huy sư đoàn thiết giáp Hoa Kỳ chấp nhận, mặc dù nhiều khẩu đã được sản xuất và có sẵn. Toàn bộ các xe tăng của Mỹ triển khai tại Normandie vào tháng 6 năm 1944 đều được trang bị pháo 75 mm. Các đợt giao chiến với xe tăng Panther ở Normandie đã nhanh chóng cho thấy sự cần thiết của việc tăng cường khả năng chống tăng, và Sherman mang pháo 76 mm lần đầu tiên được biên chế cho các đơn vị thiết giáp của Tập đoàn quân số 1 vào tháng 7 năm 1944. Chiến dịch Cobra là lần thực chiến đầu tiên của các mẫu Sherman mang pháo 76 mm, có định danh là M4A1(76)W. Tập đoàn quân số 3 của Trung tướng George S. Patton ban đầu chỉ được trang bị Sherman mang pháo 75 mm và chỉ chấp nhận các mẫu xe mang pháo 76 mm sau khi chứng kiến các đợt giao tranh với xe tăng Panther ở Arracourt vào tháng 9 năm 1944.
Hỏa lực của pháo 76 mm HV đã giúp Sherman có thể bắn hạ được nhiều loại xe tăng Đức, đặc biệt là Panzer IV và StuG III, nhưng vẫn không đủ để bắn hạ Tiger I hoặc Panther. Pháo 76 mm có thể xuyên thủng được một lớp giáp nghiêng RHA dày 125 mm (4,9 in) ở 100 mét (110 yd) và 106 mm (4,2 in) ở 1.000 mét (1.100 yd) bằng đạn M62 thông thường. Trong khi đó pháo 7,5 cm KwK 40 (75 mm L/48) của Panzer IV có thể xuyên thủng được một lớp giáp nghiêng RHA dày 135 mm (5,3 in) ở 100 mét (110 yd) và 109 mm (4,3 in) ở 1.000 mét (1.100 yd). 76 mm vẫn tỏ ra yếu thế hơn so với pháo 7.5 cm KwK 42 (75 mm L/70) của Panther, có thể xuyên thủng một lớp giáp RHA dày 185 mm (7,3 in) ở cự ly 100 mét (110 yd) và 149 mm (5,9 in) ở 1.000 mét (1.100 yd) bằng đạn PzGr.39 / 42 thông thường. Pháo 76 mm có khả năng hạ gục Panther ở phạm vi chiến đấu bình thường từ bên sườn hoặc phía sau, nhưng không thể bắn xuyên được phần giáp trước của Panther. Do phần giáp trước của Panther có góc nghiêng 55 độ, phần giáp trước dày 80 mm có thể dày đến 140 mm với hiệu quả thực tế thậm chí còn lớn hơn. Một chiếc Sherman thông thường chỉ có thể bắn hạ được Panther ở vị trí trực diện tại cự ly gần, nếu bắn trúng mặt trước tháp pháo hoặc khu vực hở giữa tháp pháo và thân xe của hầu hết các phiên bản Panther (đặc biệt là phiên bản Ausf. D và A). Sherman mang pháo 76 mm có thể bắn xuyên được giáp trước thân xe của Tiger I ở phạm vi chiến đấu dưới 700 mét. Mặc dù sự xuất hiện của pháo 76 mm đã phần nào tăng khả năng chống tăng hiệu quả của M4, nhưng Tiger I vẫn chiếm lợi thế lớn vì có khả năng bắn hạ trực diện một chiếc Sherman ở khoảng cách hơn 2.000 m.
Vào cuối mùa hè năm 1944, sau khi chiếm được các khu vực quanh Normandie và tiến sâu vào đất liền, các đơn vị thiết giáp Mỹ phải giao chiến với các vị trí phòng thủ của Đức ở vị trí xa hơn do môi trường tác chiến phần lớn là đồng bằng trống. Do phạm vi giao chiến của xe tăng Mỹ với xe tăng đối phương trung bình là từ 800 tới 900 mét, điều này đã khiến nhiều đơn vị phải thiệt hại lên tới 50% trước khi có thể phát hiện được ra vị trí bắn của xe tăng Đức. Các kíp lái của Sherman cũng lo ngại về việc giao chiến ở khoảng cách xa vì vạch cháy của đạn khi bắn dễ khiến chúng bị phát hiện hơn. Điều trên, cùng với chiến thuật giao chiến cơ bản của xe tăng Mỹ, đã góp phần dẫn đến những tổn thất lớn về xe tăng của Quân đội Hoa Kỳ tại Mặt trận phía Tây.
Giống như chiếc xe tăng tiền nhiệm M3, Sherman là một trong những mẫu xe tăng đầu tiên trên thế giới được lắp đặt hệ thống ổn định pháo và kính ngắm bằng con quay hồi chuyển. Bộ ổn định này sẽ duy trì góc nâng của súng trong khoảng 1/8 độ, hoặc 1/1000 inch, trong khi xe chạy qua địa hình gồ ghề vừa phải với tốc độ 15 dặm/h (24 km/h). Điều này đã tăng xác suất bắn trúng mục tiên của Sherman lên đến 70% ở khoảng cách 270-1.100 mét. Dù phần lớn các nhà sử học đề cao sự hiệu quả của hệ thống ổn định này, nhiều người cho rằng hệ thống này chỉ giúp ổn định tầm quan sát của pháo thủ khi đang di chuyển.
Mặc dù có nhiều loại kính ngắm khác nhau được trang bị cho Sherman, chúng có mức độ phóng đại khá thấp so với các loại kính ngắm được trang bị cho xe tăng Đức, nhưng các pháo thủ vẫn có thể sử dụng một loại kính tiềm vọng thứ cấp có trường nhìn lớn hơn nhiều so với Đức.
Đạn T4 HVAP (High-Velocity Armor-Piercing, tương tự APCR) cho pháo 76 mm bắt đầu được cung cấp vào tháng 9 năm 1944. Loại đạn này lắp một đầu xuyên vonfram được bao quanh bởi một thân nhôm nhẹ và chóp chắn gió đạn đạo, giúp viên đạn có vận tốc cao hơn và tạo sức xuyên mạnh hơn. Khả năng xuyên của HVAP cho phép pháo 76 mm có thể sánh ngang với đạn APCR của pháo 7,5 cm KwK 42 trên những chiếc Panther. Tuy nhiên, hiệu suất của đạn bị giảm sút nghiêm trọng do lớp giáp nghiêng của Panther. Ngoài ra, sự khan hiếm vonfram đã khiến nguồn cung HVAP gặp nhiều vấn đề và người Mỹ sau đó đã ưu tiên HVAP cho các đơn vị pháo tự hành chống tăng. Trong số 18.000 viên đạn HVAP được cấp cho các đơn vị Sherman của Mỹ, một nửa trong số đó không tương thích pháo M1 76 mm do nhiều đầu đạn được lắp vào vỏ đạn dùng cho pháo M7 3-inch của pháo tự hành chống tăng M10. Phần lớn các xe Sherman chỉ được trang bị vài viên HVAP, một số đơn vị thậm chí không được cung cấp bất kỳ đạn HVAP nào trong suốt cuộc chiến.

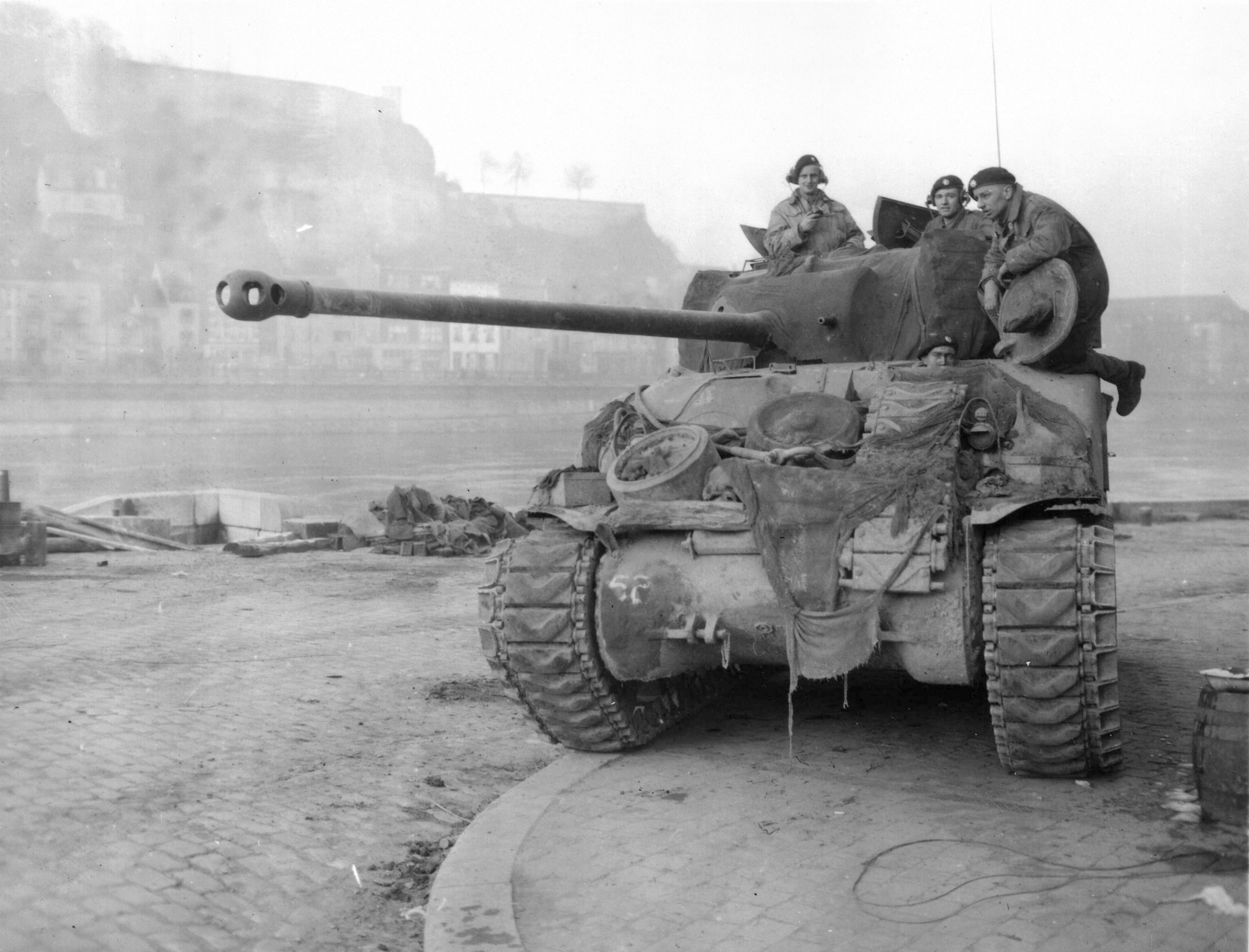
Xe tăng Sherman Firefly của Anh tại Namur, năm 1944

Trong khi đó, người Anh đã dự đoán trước được về sự phát triển của xe tăng Đức và đã nghiên cứu pháo chống tăng 3-inch (76 mm) ngay cả trước khi khẩu pháo tiền nhiệm 57 mm của nó đi vào hoạt động. Do không đạt hiệu quả và sự chậm trễ trong việc phát triển các mẫu xe tăng mới, người Anh đã lắp khẩu pháo Ordnance QF 17-pounder mạnh mẽ lên Sherman. Mẫu thiết kế này được biết đến qua cái tên Sherman Firefly. Tương tự pháo M1 của người Mỹ, pháo 17-pounder cũng có cỡ nòng 76 mm, nhưng thiết kế này sử dụng vỏ đạn lớn hơn cho phép chứa một lượng liều phóng rất lớn. Do đó, đạn 17-pounder có khả năng xuyên được lớp giáp nghiêng RHA dày tới 174 mm ở khoảng cách 100 mét và 150 mm ở khoảng cách 1.000 mét bằng đạn APCBC. Tuy nhiên, kết quả thử nghiệm của Quân đội Anh được thực hiện với hai chiếc Firefly vào một mô hình Panther cho thấy độ chính xác của pháo 17-pounder tương đối kém ở tầm xa; với xác suất trúng đích là 25,4% ở 1.500 thước Anh (1.400 m) bằng đạn APCBC và chỉ 7,4% bằng đạn APDS.
Vào cuối năm 1943, người Anh đã cung cấp khẩu 17 pounder cho Quân đội Hoa Kỳ để người Mỹ có thể sử dụng trong xe tăng M4 của họ và Tướng Jacob L. Devers đã liên tục yêu cầu một buổi thử nghiệm để so sánh hiệu năng của hai khẩu pháo 17-pounder và pháo 90 mm của người Mỹ. Các cuộc thử nghiệm cuối cùng được thực hiện vào ngày 25 tháng 3 và ngày 23 tháng 5 năm 1944; kết quả cho thấy pháo 90 mm có hiệu quả ngang bằng, đôi khi tốt hơn pháo 17-pounder. Vào thời điểm đó, việc sản xuất xe tăng Sherman mang pháo 76 mm và pháo tự hành chống tăng M36 mang pháo 90 mm được Quân đội Hoa Kỳ dành nhiều sự quan tâm hơn so với pháo 17-pounder. Cuối năm 1944, người Anh bắt đầu sản xuất đạn sabot APDS với đầu xuyên vonfram cho pháo 17-pounder, loại đạn này dù có thể xuyên thủng được lớp giáp Tiger II nhưng chúng kém chính xác hơn nhiều so với các loại đạn thông thường và thường không có sẵn do nguồn cung vonfram hạn chế.
Sau thiệt hại nghiêm trọng về xe tăng trong Trận Bulge, vào tháng 1 năm 1945, Tướng Eisenhower yêu cầu không triển khai thêm bất kỳ xe tăng M4 trang bị pháo 75 mm ở chiến trường Châu Âu, chỉ có xe tăng mang pháo 76 mm được yêu cầu cung cấp. Đó cũng là lúc người Mỹ bắt đầu quan tâm tới các khẩu pháo 17-pounder trên những chiếc Sherman Firefly của người Anh. Vào tháng 2 năm 1945, Quân đội Hoa Kỳ bắt đầu gửi các mẫu Sherman mang pháo 75 mm tới Anh để nâng cấp lên pháo 17-pounder. Ước tính khoảng 100 xe đã được nâng cấp tính đến tháng 5 năm 1945. Vào lúc đó, sự kết thúc của cuộc chiến ở châu Âu đã sắp tới, và Quân đội Hoa Kỳ quyết định rằng việc cung cấp loại đạn mới cho các mẫu Sherman được nâng cấp lên pháo 17-pounder là không còn cần thiết. Không có chiếc M4 mang pháo 17-pounder nào được người Mỹ đưa vào chiến trường.

### Học thuyết pháo tự hành chống tăng

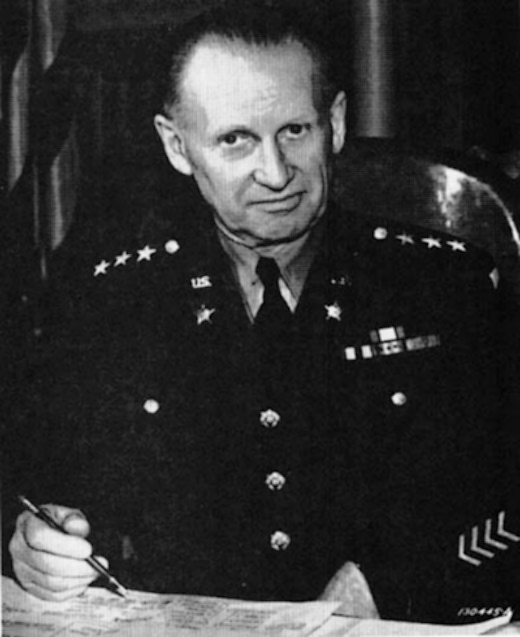
Trung tướng Lesley J. McNair, Tư lệnh Lực lượng Mặt đất Lục quân từ năm 1942 tới năm 1944

Trung tướng Lesley J. McNair, Tư lệnh Lực lượng Mặt đất Lục quân từ năm 1942 tới năm 1944, nguyên là một lính pháo binh, đã ủng hộ mạnh mẽ vai trò của lực lượng pháo tự hành chống tăng trong Quân đội Hoa Kỳ. Theo McNair, xe tăng có vai trò quan trọng trong việc mở rộng các mũi xung kích và hỗ trợ bộ binh, trong khi nhiệm vụ đánh chặn các cuộc tấn công của xe tăng đối phương phải do các đơn vị pháo tự hành chống tăng (bao gồm pháo tự hành và pháo kéo) đảm nhiệm. Các pháo tự hành chống tăng được cho là cơ động hơn, được trang bị pháo chống tăng mạnh mẽ hơn xe tăng (dù trên thực tế, các đơn vị xe tăng thường được cấp xe có pháo mạnh hơn trước các đơn vị pháo tự hành chống tăng) và có tốc độ di chuyển nhanh do các lớp giáp đã được tối giản. Học thuyết của Lực lượng Thiết giáp và Lực lượng Pháo tự hành chống tăng được phát triển riêng biệt: học thuyết của Lực lượng Thiết giáp khuyến nghị xe tăng không nên nghênh chiến với xe tăng đối phương trong quá trình phòng thủ hay tấn công, và việc đó sẽ được các đơn vị pháo tự hành chống tăng đảm nhiệm.

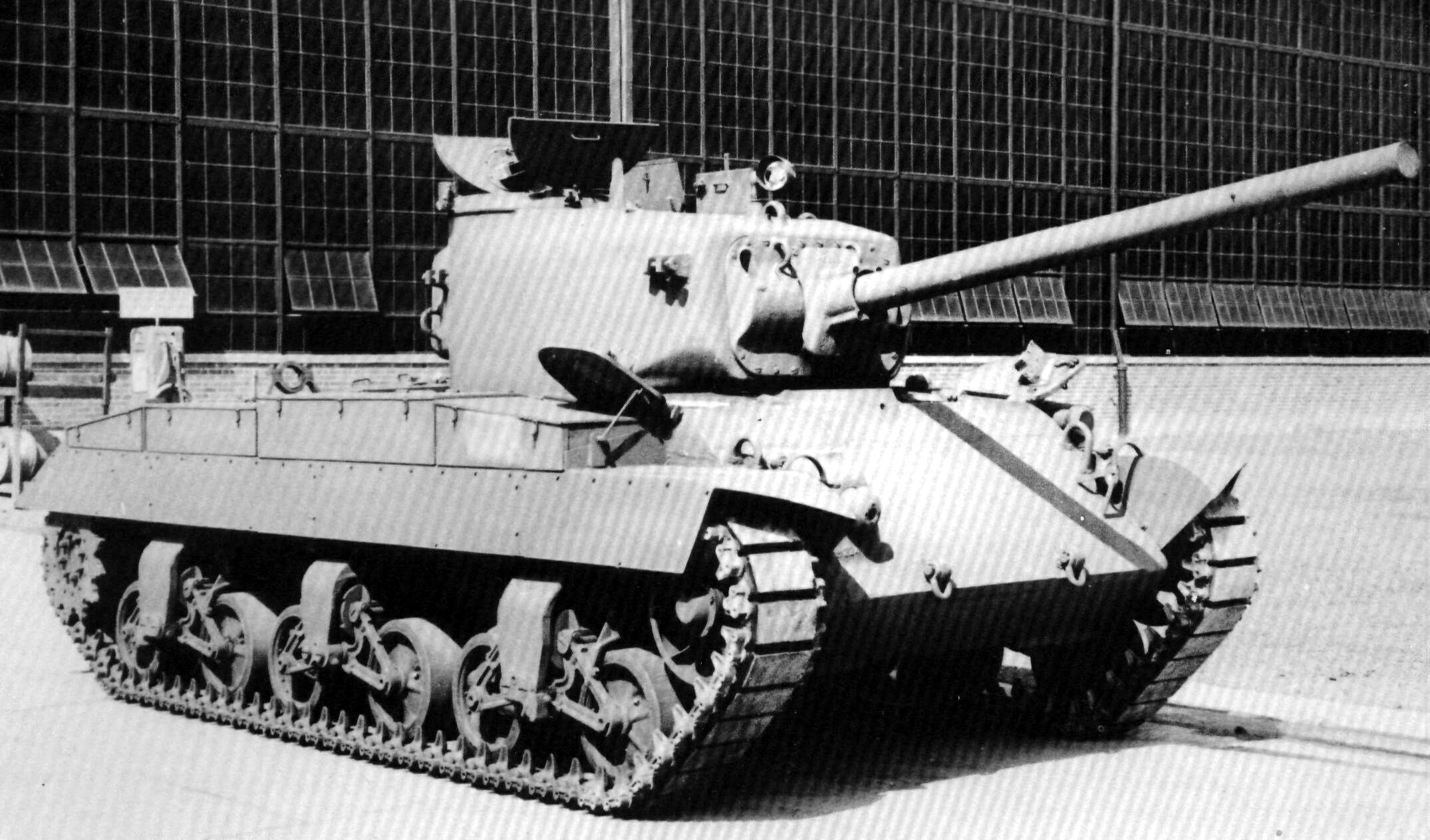
Xe tăng Hạng trung T20. McNair đã phản đối việc đưa T20 vào biên chế vì lo ngại rằng sức nặng và kích thước của nó sẽ dễ gây trì hoãn tới việc tiếp tế các trang thiết bị khác tới Châu Âu do sức chứa tàu hàng có hạn

McNair sau đó chấp thuận việc trang bị pháo 76 mm cho Sherman và việc sản xuất pháo 90 mm cho pháo tự hành chống tăng M36, nhưng ông ban đầu kiên quyết phản đối việc sản xuất hàng loạt loạt xe tăng hạng trung T20 và các mẫu phát triển tiếp theo là T25 và T26 (sau này sẽ trở thành M26 Pershing) trong giai đoạn quan trọng của năm 1943 vì chúng không đáp ứng được các tiêu chuẩn của Lực lượng Mặt đất Lục quân. Vào mùa thu năm 1943, Trung tướng Jacob L. Devers, Tư lệnh các lực lượng Hoa Kỳ tại Mặt trận Hành quân Châu Âu (ETO), đã đề nghị cấp 250 xe tăng T26 để chuẩn bị cho cuộc đổ bộ vào Pháp; McNair từ chối, cho rằng xe tăng M4 là đủ. Devers đã gửi lời kháng nghị lên Bộ Chiến tranh, và Thiếu tướng Russell L. Maxwell, Phó Tham mưu Trưởng Cục Hậu cần (G-4), thuộc Bộ Tổng tham mưu Bộ Chiến tranh, đã ra lệnh chế tạo 250 xe tăng vào tháng 12 năm 1943. McNair sau đó rút lại lời phản đối, những vẫn kiên quyết từ chối việc sản xuất hàng loạt; thậm chí, Lực lượng Mặt đất Lục quân của ông thậm chí còn yêu cầu "cắt giảm" từ pháo 90 mm xuống 75 hoặc 76 mm vào tháng 4 năm 1944, tin rằng pháo 76 mm đã đủ đáp ứng các yêu cầu của họ.
Đại tướng George C. Marshall, Tham mưu trưởng Lục quân Hoa Kỳ, sau đó đã ra lệnh cung cấp xe tăng cho ETO càng sớm càng tốt. Ngay sau khi cuộc đổ bộ vào Normandie được tiến hành, Tướng Dwight D. Eisenhower đã yêu cầu cung cấp khẩn cấp xe tăng hạng nặng, nhưng McNair tiếp tục phản đối việc sản xuất hàng loạt do các vấn đề cơ học nghiêm trọng liên tục xảy ra với phương tiện này đã khiến việc cung cấp của họ bị trì hoãn. Trong cùng tháng, Bộ chiến tranh đã "vượt quyền" quyết định của Bộ chỉ huy Lực lượng Mặt đất Lục quân khi tự lập ra kế hoạch sản xuất xe tăng đến năm 1945. Theo Bộ chiến tranh, sẽ có 7.800 xe tăng được đưa vào hoạt động tính đến năm 1945, trong đó có 2.600 xe tăng T26, được trang bị pháo 105 mm và 3.000 xe tăng M4A3 Sherman được trang bị pháo 105 mm; và người Anh yêu cầu cung cấp 750 xe tăng T26 trang bị pháo 90 mm và 200 xe tăng T26 trang bị pháo 105 mm.
Sau khi Trung tướng McNair thiệt mạng trong một cuộc không kích vào tháng 7 năm 1944, việc sản xuất T26 phần nào trở nên dễ dàng hơn. Sau sự can thiệp của Tướng Marshall, những mẫu xe tăng T26 bắt đầu được đưa vào sản xuất. Tuy nhiên, chỉ có một vài chiếc T26 (sau được mang định danh M26) được tham chiến vào tháng 2 năm 1945, quá muộn để có thể tạo được một ảnh hưởng tới cục diện của cuộc chiến.

### Kính ngắm
Các phiên bản đầu tiên của M4 và M4A1 được trang bị kính ngắm M38A2, có độ phóng đại ở mức 1,44x với trường nhìn 9 độ. Các phiên bản sau của kính tiềm vọng này có các mặt chiếu sáng. M38 bị lính tăng Mỹ than phiền khá nhiều vì độ phóng đại và trường nhìn đều quá kém, không thể ngắm bắn chính xác các mục tiêu ở cự ly xa hơn vài trăm mét. Ở thời điểm đó, xe tăng Panzer IV của Đức trang bị kính ngắm TZF-5F có độ phóng đại 2,5x với trường nhìn 25°, xe tăng T-34-76 của Liên Xô thì trang bị kính ngắm TMFD-7 có độ phóng đại 2,5x với trường nhìn 15°. Như vậy, trong các loại xe tăng chủ lực giai đoạn 1941-đầu 1943 thì M4 Sherman có kính ngắm vào loại kém nhất. Tại chiến trường bằng phẳng như ở Bắc Phi, xe tăng Đức thường có thể bắn vào M4 Sherman từ cự ly trên 1.000 mét, xa hơn cự ly mà xạ thủ M4 có thể ngắm bắn chính xác. Vào tháng 1/1943, lính tăng Mỹ ở Sư đoàn thiết giáp 1 tại Bắc Phi đã gửi kiến nghị đòi thay thế kính ngắm M38 ngay lập tức
Những yếu kém về kính ngắm của xe tăng Mỹ đã được báo động tới các quan chức, quân đội Hoa Kỳ đã nỗ lực nghiên cứu để khắc phục vấn đề. Đến tháng 7/1943, các loạt M4 được sản xuất với kính ngắm kiểu mới M70F có chất lượng được cải thiện khá nhiều. Quân đội tiếp tục phát triển nhiều phiên bản khác nhau của kính ngắm này. Nó có độ phóng đại 3X với trường nhìn 12 độ 19 phút Nhưng chẳng bao lâu sau đó, xe tăng Panther của Đức đã được trang bị kính ngắm TZF-12A có độ phóng đại 2 chế độ: 2,5x với trường nhìn 28° hoặc 5x với trường nhìn 14°; xe tăng Tiger I các loạt sản xuất sau cũng được trang bị kính ngắm TZF-9C có thông số tương tự. Xe tăng T-34-85 của Liên Xô (chế tạo từ tháng 3/1944) thì được trang bị kính ngắm TSh-16 có độ phóng đại 4x với trường nhìn 16°, xe tăng IS-2 được trang bị kính ngắm TSh-17 có thông số tương tự. Như vậy, trong các loại xe tăng chủ lực giai đoạn giữa 1943 đến cuối năm 1944 thì M4 Sherman vẫn có kính ngắm vào loại kém nhất.
Đến cuối chiến tranh, M4 Sherman các phiên bản mang pháo 76m mới được trang bị kính ngắm M71D có độ phóng đại 5x với trường nhìn 13°, tức là có tính năng gần tương đương với kính ngắm trên xe tăng Liên Xô và Đức, nhưng chất lượng thủy tinh làm thấu kính của Mỹ khi đó vẫn kém hơn (thiếu lớp phủ chống phản chiếu quang học) nên hình ảnh mục tiêu cũng bị mờ hơn.

### Đạn dược
Ngoài các loại đạn chống tăng và nổ mạnh tiêu chuẩn, Sherman mang pháo 75 mm còn được trang bị một loại đạn chống bộ binh là Canister (đạn này không có thuốc nổ, chỉ có các mũi tên hay các đinh loại nhỏ, các vật nhọn để sát thương lên người), có thể hoạt động như một viên đạn shotgun cỡ lớn. Trong các cuộc giao chiến tầm gần tại vùng nông thôn nhiều lùm cây ở Normandie, Pháp, các xe tăng Sherman của Sư đoàn Thiết giáp số 2 đã dùng hệ thống dọn đường CHC (Culin Hedgerow Cutters), để tiến quân qua các rặng cây dày đặc. Các xe tăng ở hai bên sườn sẽ nạp đạn Canister và bắn vào hai bên rặng cây, trong khi ở giữa sẽ tấn công vào các vị trí đã biết của đối phương hoặc các vị trí được nghi ngờ ở những rặng cây tiếp theo. Cách tiến quân này đã giúp quân Mỹ tiến quân nhanh chóng qua các khu vực được đánh giá là cứng và được bảo vệ chặt chẽ tại Normandie.
Pháo 75 mm còn sử dụng đạn phốt pho trắng (WP - "Willie Pete"), ban đầu được dùng để đánh dấu các mục tiêu cho pháo binh bắn phá. Các kíp lái của M4 sau đó phát hiện ra loại đạn này cũng có thể được dùng để bắn hạ các xe tăng địch một cách hiệu quả như Tiger và Panther - khi phốt pho trắng cháy bám vào xe tăng Đức, hệ thống kính ngắm quang học của chúng sẽ bị mù và khói chát sẽ bị hút vào bên trong xe, khiến kíp lái bị ngạt thở. Điều này, cùng với những mối lo ngại về việc kho trữ đạn bị bắt lửa và gây nguy cơ nổ xe, đã khiến nhiều kíp lái Đức phải bỏ xe tăng của họ để rút lui.
Từ giữa tháng 12 năm 1944, những mẫu xe M4 được trang bị lựu pháo 105 mm bắt đầu được biên chế vào các đơn vị thiết giáp. Mỗi tiểu đoàn thiết giáp tiêu chuẩn sẽ có sáu xe tăng Sherman 105 mm, gồm ba xe biên chế vào đại đội chỉ huy (HQ) và ba xe chia đều cho ba đại đội thiết giáp trong tiểu đoàn, để tăng cường hỗ trợ hỏa lực và đảm nhiệm việc bắn khói bảo vệ tùy theo nhiệm vụ. Các tiểu đoàn bộ binh thiết giáp sau cũng được cung cấp ba xe Sherman mang pháo 105 mm cho đại đội HQ. Pháo 105 mm của Sherman được trang bị đạn M76 HEAT, dù hiệu quả nhưng sơ tốc đầu nòng thấp khiến việc bắn trúng xe tăng địch là khá khó khăn. Những chiếc Sherman mang pháo 105 mm không được lắp đặt hệ thống quay tháp pháo bằng điện, và dù có nhiều kíp lái phàn nàn về điều này, quân đội vẫn không có kế hoạch nâng cấp tới khi chiến tranh kết thúc.

## Giáp

### Tháp pháo

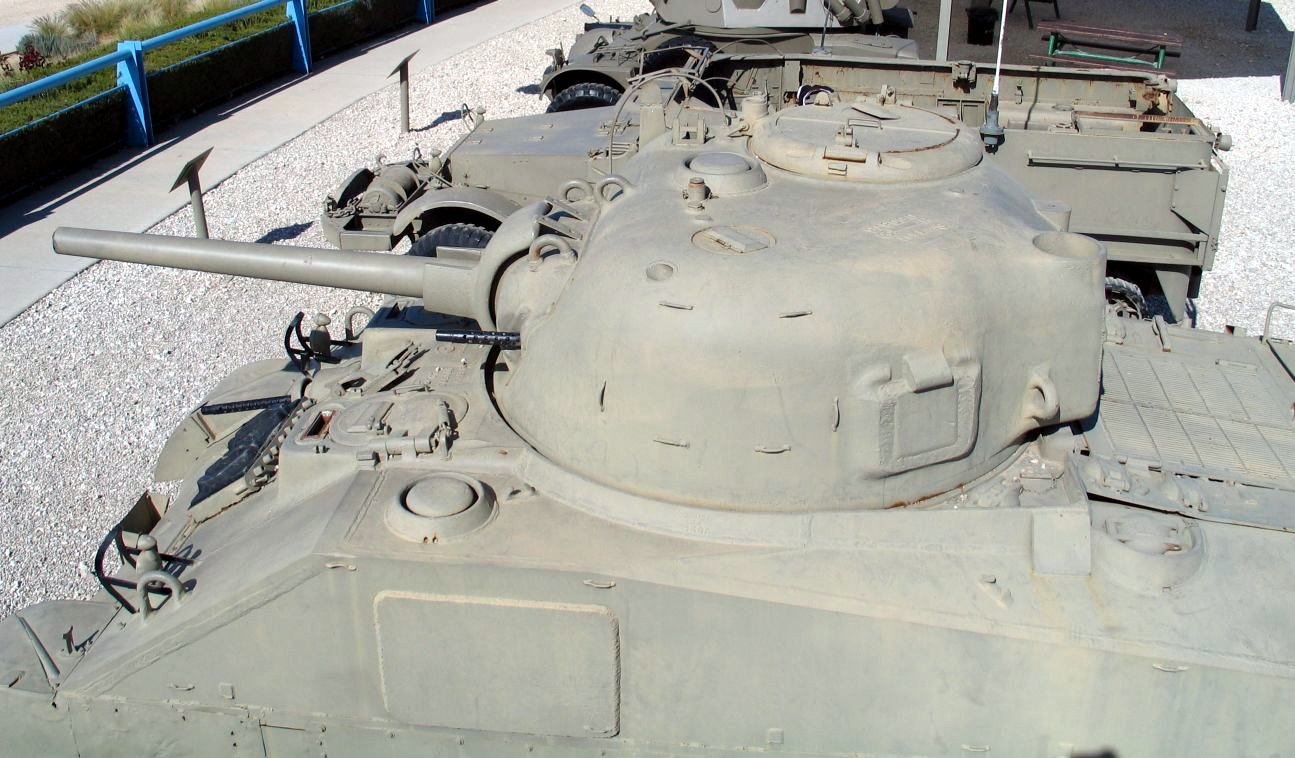
Mẫu tháp pháo 75 mm đời đầu của Sherman, với duy nhất một cửa sập ở trên nóc tháp pháo. Ngoài ra, còn có một lớp giáp hình chữ nhật được hàn thêm vào thân xe để tăng khả năng bảo vệ khu vực trữ đạn bên trong xe

Giáp của tháp mang pháo 75 mm và lựu pháo 105 mm có độ dày từ 25,4 mm đến 76,2 mm. Mặt trước của tháp pháo dày 76,2 mm, và do có góc nghiêng 30 độ, độ dày hiệu quả của mặt trước tháp pháo lên tới 87,9 mm. Khu vực lắp pháo ở mặt trước tháp được bao bọc bởi một lớp giáp cong dày 50,8 mm. Những mẫu Sherman đời đầu có lắp đặt hệ thống kính tiềm vọng cho pháo chính ở trên nóc tháp pháo, nhô ra ở khu vực giáp dày 76,2 mm, nằm bên trên lớp giáp cong dày 50,8 mm dùng để bọc khu đặt pháo chính. Khẩu súng máy đồng trục, do được đặt ở vị trí khá lộ liễu và dễ bị vô hiệu hóa bởi các loại đạn thông thường hoặc mảnh văng, nên một lớp giáp nhỏ đã được thiết kế để bảo vệ khẩu súng. Khi các mẫu Sherman có hệ thống kính ngắm quang học được lắp đặt bên cạnh pháo chính, lớp giáp 76,2 mm đã được thiết kế rộng hơn để có thể bao trùm toàn bộ tấm chắn bảo vệ rotor bên trong, bao gồm kính ngắm và khẩu súng máy đồng trục. Tuy nhiên, Sherman mang pháo 105 mm không được lắp đặt tấm chắn bảo vệ rotor bên trong này. Giáp ở hai bên sườn tháp pháo dày 50,8 mm và có góc nghiêng năm độ. Giáp sau của tháp pháo dày 50,8 mm, giáp ở nóc tháp pháo dày 25,4 mm và được thiết kế theo góc thẳng.
Các phiên bản xe tiếp theo như M4A1, M4A2 và M4A3 được lắp đặt hệ thống tháp pháo T80 (lấy từ thiết kế xe tăng T23) và được lắp đặt khẩu pháo 76 mm đời mới. Tháp pháo này có độ dày 63,5 mm ở hai bên sườn và phía sau tháp pháo, có góc nghiêng 0-13 độ. Giáp bọc nóc tháp pháo dày 25,4 mm và có góc nghiêng 0-45 độ. Mặt trước của tháp pháo T80, tương tự như Sherman mang pháo 105 mm, không lắp đặt tấm chắn bảo vệ rotor và được bảo vệ bởi một lớp giáp cong dày 88.9 mm. Dựa trên những kinh nghiệm thực chiến thu được từ các kíp lái ở Châu Phi rằng một cửa sập đơn lắp trên tháp pháo 75 mm không đủ để ba người (trưởng xe, pháo thủ, nạp đạn viên) có thể thoát ra nhanh chóng, nên từ đầu năm 1943, Cục Quân khí đã cho bổ sung thêm một của sập nữa bên cạnh cửa sập của trưởng xe, bên trên vị trí tác chiến của nạp đạn viện. Tất cả các tháp pháo 76 mm sau đó đều được thiết kế với hai cửa sập trên nóc.

### Thân xe

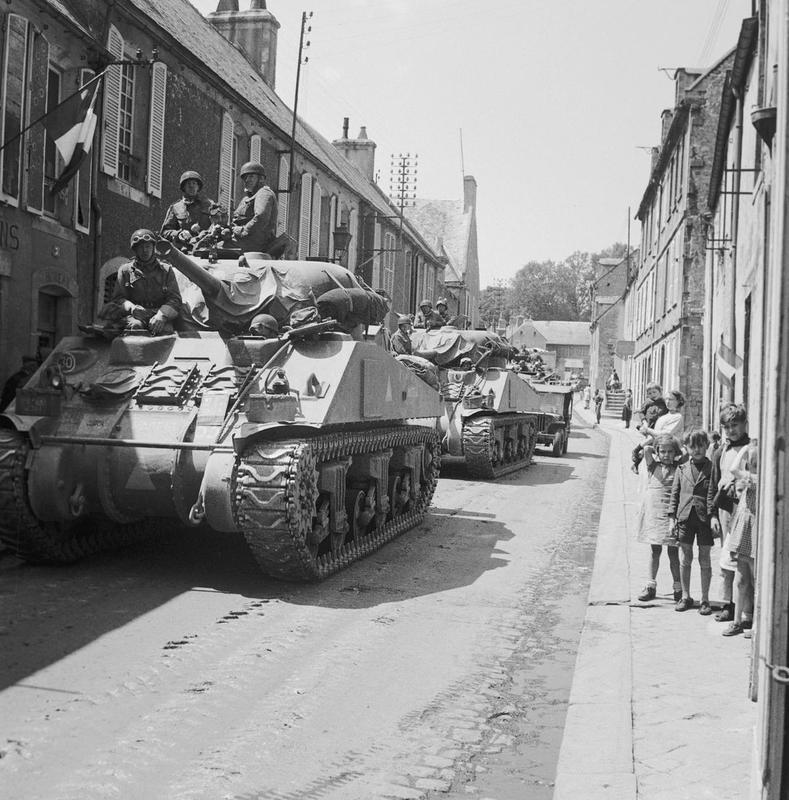
Đơn vị xe tăng M4A1 Sherman thuộc Quân đoàn XXX, Quân đội Anh, đang di chuyển qua một con phố ở Bayeux, Normandie, 17 tháng 6 năm 1944. Chiếc Sherman trong hình vẫn giữ cấu trúc giáp và hệ thống cửa sập nhô ra ban đầu

Tấm giáp trước thân xe của Sherman có độ dày ban đầu là 50,8 mm và do có góc nghiêng 56 độ, nên độ dày hiệu quả của mặt trước lên đến 90,8 mm. Những phiên bản đầu của M4, M4A1, M4A2 và M4A3 có hệ thống cửa sập lắp nhô ra, cho phép người lái xe và phụ lái có thể ngồi vừa vặn và thoải mái trong xe. Do tính năng này nên lớp giáp trước thân xe đã bị ảnh hưởng đáng kể. Điều này đã được khắc phục ở các phiên bản sau của Sherman, khi các kỹ sư đã nâng cấp lớp giáp trước thân xe có độ dày lên đến 63,5 mm và nghiêng 47 độ, tạo ra một độ dày hiệu quả trên toàn bộ lớp giáp trước thân xe là 93,1 mm. Thiết kế này đã cải thiện khả năng chống đạn tổng thể nhờ việc loại bỏ các hệ thống cửa sập nhô ra phía trước mũi xe, thay thế bằng hệ thống cửa sập lớn hơn và hiệu quả hơn cho lái xe và phụ lái. Phần lớn các xe tăng Sherman phiên bản M4A1 vẫn giữ nguyên thiết kế cửa sập ban đầu, ngay cả sau khi hệ thống cửa sập mới được áp dụng cho các phiên bản Sherman khác nhau.
Vỏ hộp số được thiết kế theo dạng hình cầu, được tạo ra bằng ba lớp thép được đính lại với nhau để tạo thành một khối hoàn chỉnh. Nó có độ dày từ 50,8 – 108 mm, hai bên thân trên và dưới dày 38 mm và theo chiều thẳng đứng, trong khi phần thân trên phía sau cũng dày 38 mm, thẳng đứng hoặc nghiêng 10 độ so với phương thẳng đứng. Phần thân sau phía dưới, được thiết kế để bảo vệ động cơ, dày 38 mm, nghiêng từ 0 - 22 độ so với phương thẳng đứng tùy thuộc vào biến thể. Phần mái của thân xe dày 25,4 mm. Lớp sàn của thân xe dày từ 25,4 mm ở vị trí lái xe và phụ lái, đến 12,7 mm ở khu vực phía sau. Các phiên bản M4 còn có một cửa sập ở dưới sàn để có thể vứt bỏ các vỏ đạn đã qua sử dụng và được sử dụng như cửa thoát hiểm khẩn cấp. Ở chiến trường Thái Bình Dương, các đơn vị thiết giáp Thủy quân Lục chiến Hoa Kỳ đã sử dụng các cửa sập này để giải cứu những thương binh ở trên chiến trường.

### Tính hiệu quả

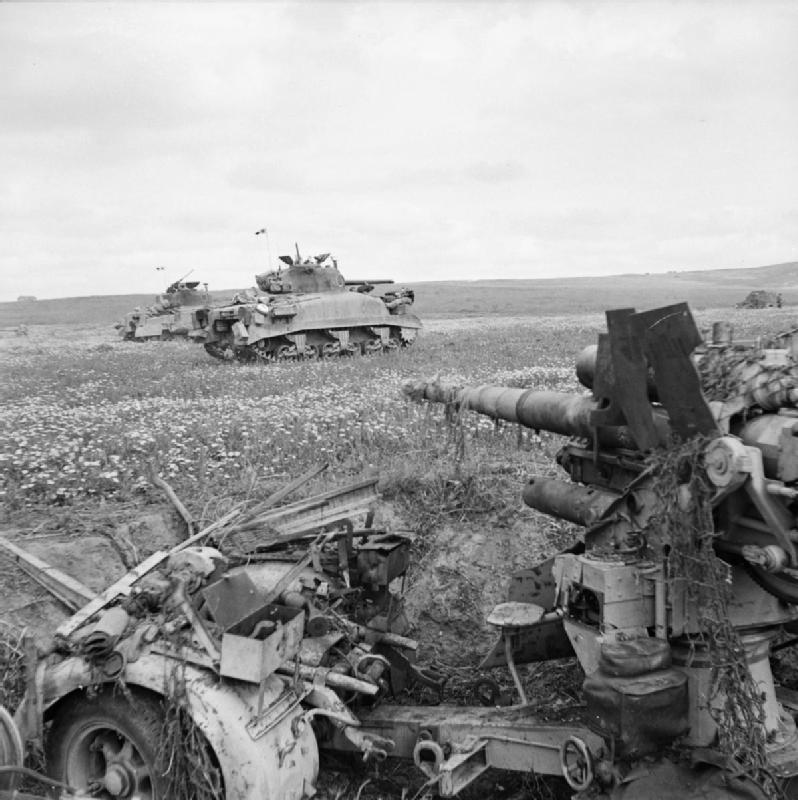
Xe tăng Sherman của Anh đang tác chiến tại Tunisia, 23 tháng 4 năm 1943

Hệ thống giáp của Sherman có hiệu quả cao khi chống lại được hầu hết các loại xe tăng và pháo chống tăng của Đức trong giai đoạn đầu của cuộc chiến, nhưng cần phải tạo một số góc nghiêng nhất định để có thể chống lại được thế hệ xe tăng và pháo đời sau của Đức. Hệ thống cửa sập nhô ra ở các phiên bản Sherman đời đầu đã làm suy giảm nghiêm trọng khả năng chống đạn hiệu quả của lớp giáp trước, biến chúng thành điểm yếu do làm giảm góc nghiêng ở giáp trước một cách đáng kể. Vào năm 1943, để tăng cường khả năng bảo vệ hiệu quả tại các khu vực cửa sập này, một lớp kim loại gồm nhiều miếng nhỏ dày 25 mm đã được lắp đặt ở phía trước cửa sập.
Các báo cáo của Waffenamt-Prüfwesen 1 (Cơ quan Nghiên cứu và Phát triển Vũ khí Đức Quốc Xã) cho rằng, khi một chiếc Sherman ở chéo góc 30 độ, pháo 8,8 cm KwK 36 L/56 của Tiger I có khả năng xuyên thủng vỏ giáp phía trước của M4 Sherman từ cự ly 2.100 m và mặt trước tháp pháo từ 1.800 m, nhưng sẽ không xuyên thủng mặt trước phía trên thân xe ở bất kỳ phạm vi nào, và pháo 7,5 cm KwK 42 L/70 của Panther phải thu hẹp khoảng cách xuống còn 100 m để có thể bắn xuyên được vị trí đó trong cùng tình huống. Tuy nhiên, các tài liệu khác của Đức cho rằng các lớp giáp trước thân xe của Sherman có thể bị pháo của Tiger I bắn thủng ở cự ly 800 mét. Theo ước tính, Tiger I có thể bắn xuyên thủng hầu hết các lớp giáp của Sherman ở phạm vi hai km hoặc cao hơn, vượt xa khoảng cách Tiger I có thể bị Sherman bắn hạ.
Mặc dù các mẫu xe tăng hạng trung và hạng nặng của Đức ở giai đoạn cuối chiến tranh được đánh giá là khá đáng sợ, nhà sử học John Buckley cho rằng: "Phần lớn các xe tăng Đức có mặt ở Normandie (các loại Panzer III và Panzer IV) chỉ kém hơn hoặc chỉ ngang bằng với Sherman."

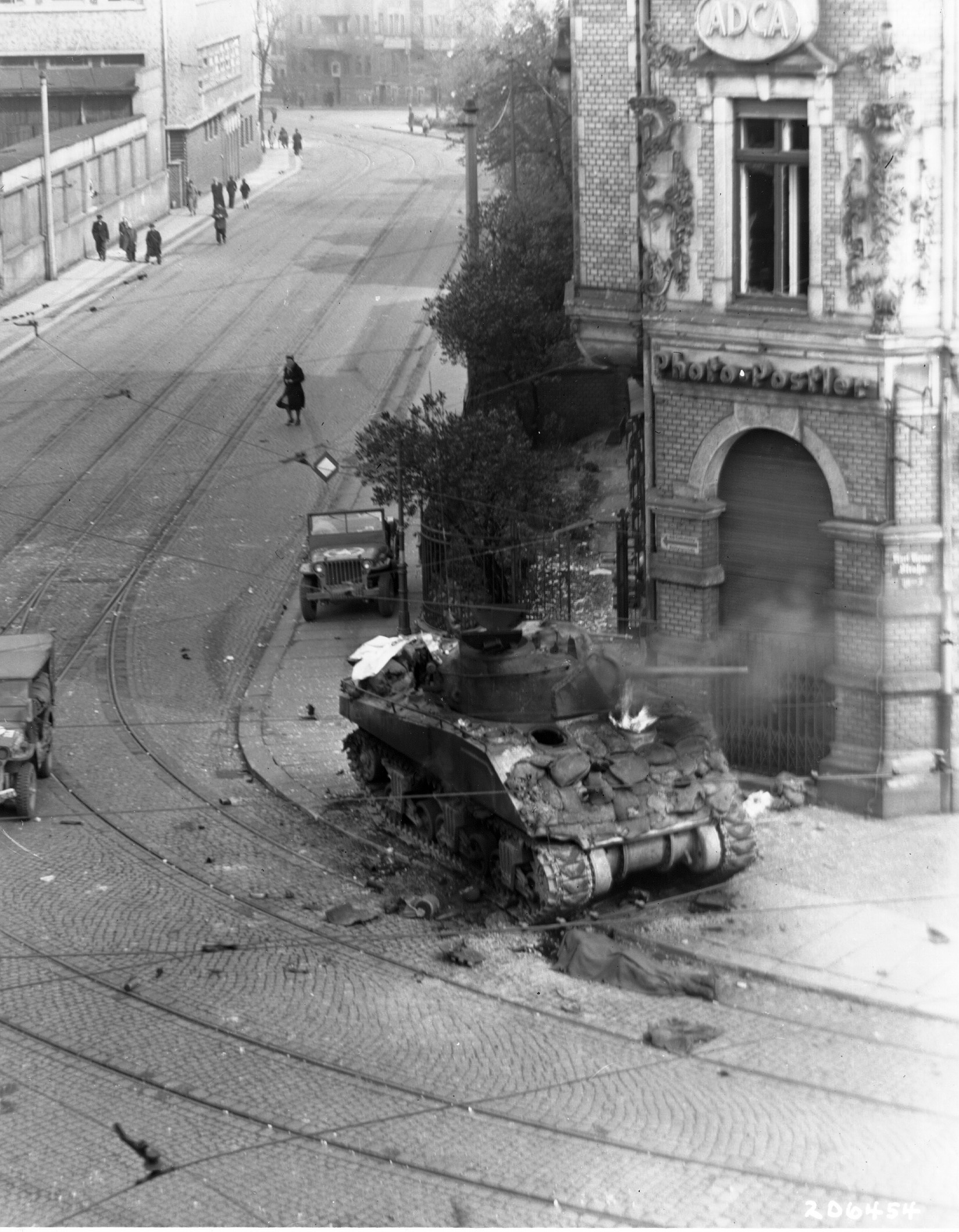
Xác xe tăng Sherman thuộc Tiểu đoàn Xe tăng 741, Trung đoàn Bộ binh 23, Sư đoàn Bộ binh số 2 sau khi bị "binh lính" của Đoàn Thanh niên Hiler dùng Panzerfaust bắn hạ

Nghiên cứu về thiệt hại xe tăng ở Normandie từ ngày 6 tháng 6 tới ngày 10 tháng 7 năm 1944 do Bộ phận Nghiên cứu Tác chiến số 2 của Anh thực hiện đã kết luận rằng, cứ 40 xe tăng Sherman thì có 33 xe bị cháy (82%) và bảy xe tăng không bị cháy, theo tỷ lệ bị đạn bắn xuyên giáp là 1,89. Trong khi đó, cứ năm chiếc Panzer IV thì có bốn xe bị cháy và một xe không bị cháy, theo tỷ lệ bị đạn bắn xuyên giáp là 1,5. Trong 22 xe tăng Panther thì có 14 xe bị cháy (63%) theo tỷ lệ bị đạn bắn xuyên giáp là 3,24, trong khi Tiger I bị cháy bốn xe trong tổng số năm xe theo tỷ lệ bị đạn bắn xuyên giáp là 3,25. Nhà sử học John Buckley, sau khi tìm hiểu các báo cáo của Lữ đoàn Thiết giáp số 8 và 29 của Anh, đã phát hiện ra rằng trong tổng số 166 xe tăng Sherman của hai lữ đoàn bị bắn hạ tại Normandie, 94 xe bị bắn cháy (56,6%), trong khi tỷ lệ Sherman bị bắn cháy của Mỹ là 65%. Nghiên cứu của Quân đội Hoa Kỳ đã chứng minh rằng lý do chính của điều này là do các khay trữ đạn được lắp đặt tại các vị trí khá "lộ liễu" trong Sherman. Một nghiên cứu của Quân đội Hoa Kỳ vào năm 1945 kết luận rằng chỉ có 10–15% xe tăng Sherman trang bị kho trữ đạn ướt bị cháy sau khi bị đạn bắn xuyên giáp, so với 60–80% Shermans mang kho trữ đạn khô cũ hơn. Vì một chiếc xe tăng bị cháy không thể phục hồi được, nên các kíp lái xe được chỉ đinh là tiếp tục bắn vào một chiếc xe tăng cho đến khi nó cháy.

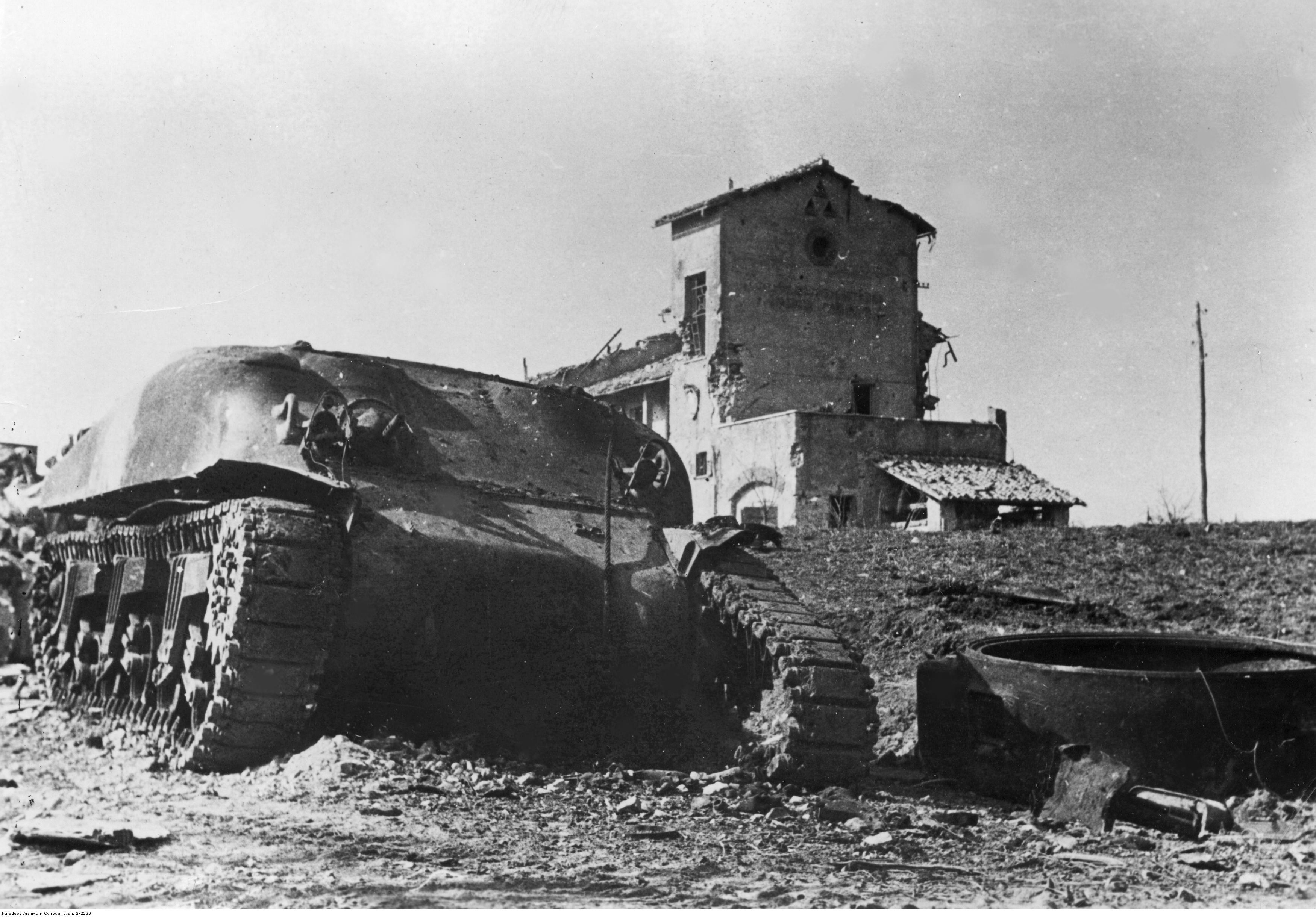
Xác xe tăng M4A1 Sherman sau khi bị bắn nổ kho đạn ở Nettuno, Anzio, tháng 2 năm 1944. Việc nổ hầm đạn sau khi bị bắn trúng đã được khắc phục đáng kể sau khi các mẫu Sherman đời sau được lắp đặt gác trữ đạn ướt

Lúc đầu, người Mỹ có một giải pháp khắc phục một phần hỏa hoạn tại kho trữ đạn đạn trên M4 được áp dụng vào năm 1943, bằng cách hàn các tấm giáp giáp dày 25 mm vào các mặt của các thùng chứa đạn, mặc dù có nghi ngờ rằng những tấm giáp này không có tác dụng gì. Kho đạn tại các phiên bản Sherman mới đựoc chuyển xuống bên dưới sàn xe, với hệ thống túi nước bao quanh mỗi thùng chứa. Với định danh là "kho trữ đạn ướt", việc này đã làm giảm 15% khả năng xe bị kích nổ kho đạn sau khi bị trúng đạn. Lính Đức gọi Sherman là "Tommy Cooker", nghĩa là "nồi nấu lính Anh" do các mẫu xe tăng Sherman đời đầu được trang bị cho người Anh ở Bắc Phi, ngoài việc không có hệ thống gác đạn ướt, các kíp lái người Anh thường có thói quen chất càng nhiều đạn càng tốt vào xe tăng, khiến nhiều xe tăng bị cháy sau khi bị bắn trúng.
Khi các mẫu Sherman trang bị gác đạn ướt được biên chế một cách đại trà, tình trạng nổ xe sau khi trúng kho đạn đã giảm đáng kể. Theo báo cáo của Quân đội Hoa Kỳ sau Thế chiến II, tỷ lệ Sherman của Anh, Mỹ và Canada bốc cháy khi bị bắn xuyên giáp tại Mặt trận phía Tây là 61,4 %, giảm hơn 20% so với tỷ lệ Sherman bị cháy ở Bắc Phi và Sicily. Tỷ lệ sửa chữa xe và tái sử dụng của Sherman cũng cao hơn, khi hơn 50% xe Sherman bị xe tăng Đức bắn trúng có thể sửa chữa và quay trở lại chiến trường.

#### Nâng cấp khả năng bảo vệ

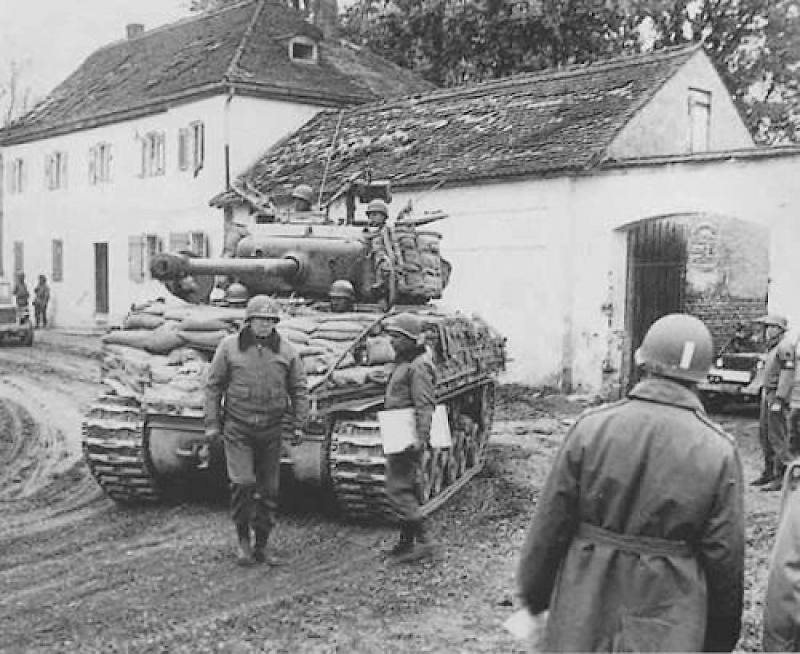
Trung tướng George Patton (mặc áo da) đang quay về xe Jeep sau khi mắng một kíp lái Sherman M4A3(76)W HVSS của Sư đoàn Thiết giáp 14 về việc đắp bao cát lên xe, cho rằng bao cát sẽ làm ảnh hưởng tới sự cơ động của xe

Tại chiến trường, các kíp lái Sherman đã sử dụng nhiều loại vật liệu khác nhau để đắp lên Sherman, nhằm tăng khả năng chịu đựng đạn của xe như bao cát, bánh xích xe, bê tông, lưới thép hoặc thâm chí cả gỗ. Mặc dù việc đắp bao cát lên xe không có tác dụng chống lại hỏa lực chống tăng bắn đạn sơ tốc cao, nó được đánh giá là hiệu quả khi có thể chống lại được các vũ khi trang bị đạn HEAT, chủ yếu là từ Panzerfaust và Panzerschreck. Trong một nghiên cứu duy nhất được biết đến là đã thực hiện để kiểm tra tính hiệu quả của bao cát, vào ngày 9 tháng 3 năm 1945, các sĩ quan của Quân đoàn Thiết giáp số 1 Hoa Kỳ đã sử dụng các mẫu Panzerfaust 60 tiêu chuẩn để thử nghiệm trên những chiếc Sherman được đắp bao cát. Những phát bắn vào bên hông xe đã thổi bay tất cả bao cát và xuyên thẳng vào trong xe, trong khi những phát bắn vào lớp giáp trước chỉ thổi bay được một số bao cát, nhưng không xuyên thủng lớp giáp. Trước đó, vào hè năm 1944, Trung tướng George Patton, sau khi được các sĩ quan cố vấn báo rằng việc đắp thêm bao cát không hề tăng khả năng chịu đạn của xe, thậm chí còn khiến xe nặng hơn, đã cấm các kíp lái sử dụng bao cát. Sau khi chứng kiết những thiệt hại nặng nề của xe tăng Đồng Minh tại Trận Bulge, Patton đã cho các kíp lái sử dụng những tấm thép được cắt ra từ xác xe tăng Mỹ và Đức bị bắn hạ và hàn vào xe tăng của họ. Khoảng 36 xe tăng áp dụng kiểu nâng cấp này được cung cấp cho mỗi sư đoàn thiết giáp, trong số ba sư đoàn thiết giáp của Tập đoàn quân số 3 trong mùa xuân năm 1945.

#### M4A3E2

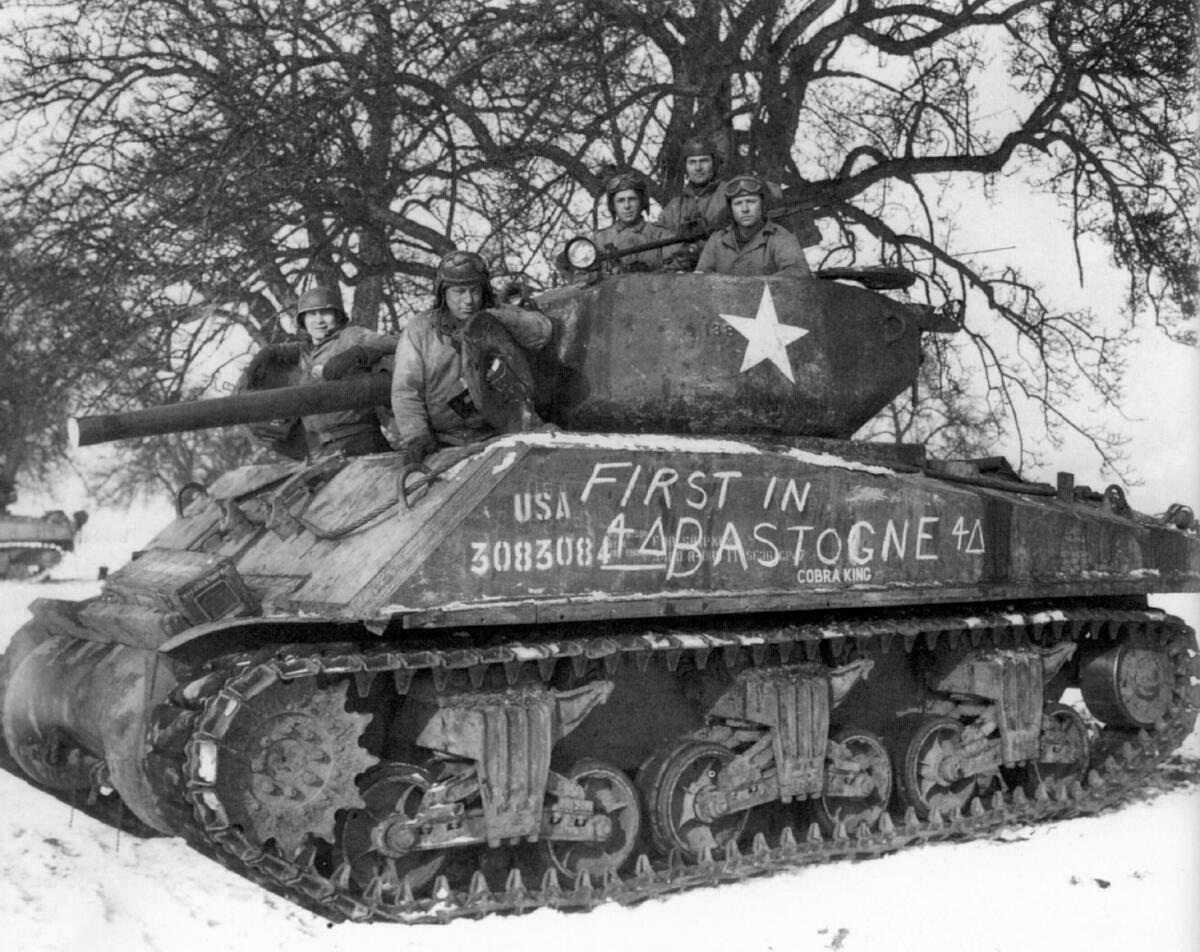
Chiếc Sherman "Jumbo" của Trung úy Charles Boggess, có biệt danh "Cobra King", ở ngoại ô Bastogne, Bỉ, tháng 12 năm 1944. Đây là chiếc xe tăng đầu tiên của Tập đoàn quân số 3 tiến vào Bastogne để phá vây cho Sư đoàn Không vận 101

Phiên bản Sherman M4A3E2 "Jumbo", dựa trên mẫu Sherman M4A3(75)W, được lắp đặt thêm một tấm giáp dày 38 mm ở mặt giáp nghiêng phía trước của xe, tăng độ dày tiêu chuẩn của xe lên 101,6 mm và độ dày hiệu quả của xe đạt hơn 180 mm. Các lớp giáp bên được hàn thêm miếng giáp dày 38 mm, tăng độ dày hai bên xe lên 76 mm. Chúng được lắp đặt tháp pháo T23 kiểu mới, lớn hơn với lớp giáp dày 177,8 mm ở các bên và trần tháp pháo dày 25,4 mm. Bệ súng được lắp thêm một lớp giáp dày 88,9 mm, nâng tổng độ dày lên 177,8 mm. Ban đầu, "Jumbo" được trang bị pháo 76 mm, nhưng những khẩu 75 mm được các kíp lái ưa chuộng hơn do tính hiệu quả trong việc hỗ trợ bộ binh. Việc bổ sung giáp vào xe đã khiến trọng lượng xe tăng lên đáng kể, và khiến tốc độ tối đa của xe giảm xuống còn 22 dặm/giờ. 254 chiếc Sherman "Jumbo" đựoc chế tạo tại Cục Thiết giáp Fisher từ tháng 5 tới tháng 7 năm 1944, và được chuyển đến cho các đơn vị xe tăng Mỹ ở Châu Âu vào mùa thu năm 1944. "Jumbo" được đánh giá là "thành công lớn" và được sử dụng rộng rãi với nhiều vai trò khác nhau đến khi chiến tranh kết thúc.

## Tính cơ động
Trong quá trình phát triển M4 Sherman để thay thế cho xe tăng M3, Quân đội Hoa Kỳ đã điều chỉnh toàn bộ thông số kỹ thuật về chiều cao, chiều rộng và trọng lượng của Sherman để nó có thể được vận chuyển qua các cây cầu, đường bộ, đường sắt, tàu đổ bộ thông thường mà không cần đưa ra những quy định đặc biệt về không gian chứa. Điều luật 850-15 của Quân đội Hoa Kỳ ban đầu giới hạn chiều rộng của xe tăng là 103 inch và trọng lượng tối đa là 30 tấn. Việc này sẽ cải thiện sự linh hoạt về mặt chiến lược, hậu cần và chiến thuật, cũng như khả năng cơ động của tấn cả các đơn vị thiết giáp được biên chế xe tăng Sherman.

Một cuộc thử nghiệm chạy đường dài sau đó được tiến hành ở Anh vào năm 1943 để so sánh sự hiệu quả giữa động cơ diesel của Sherman, động cơ Rolls-Royce Meteor của Cromwell và động cơ Liberty L-12 của Centaur. Sĩ quan người Anh chịu trách nhiệm cuộc thử nghiệm đã đưa ra kết luận:
Loại xe tăng này dường như không có gì đáng chê trách và cá nhân tôi sẽ rất vui khi được chỉ huy một đại đội xe tăng Sherman trong trận chiến. Chúng hoàn toàn đáng tin cậy và có một khẩu pháo tuyệt vời mà theo tôi, đó là hai yếu tố chính cần được cân nhắc. Tôi không nghĩ chúng có thể tốt như Cromwel khi chúng phải chạy bằng xích cao su trên những con đường trơn trượt.. nhưng chúng tỏ ra vượt trội về mọi mặt, đặc biệt là về độ tin cậy với sự bảo trị đạt mức tối thiểu, trong tình hình việc chi tiêu của quốc gia này đang bị đè nặng.

Sherman có tốc độ tốt ở cả trên đường và ngoài đường, Hiệu suất di chuyển trên các địa hình không phải là đường khá đa dạng. Trên sa mạc, các dây xích cao su của Sherman hoạt động hiệu quả, trong khi ở địa hình đồi núi như của Ý, sự nhỏ nhẹn của Sherman giúp chúng vượt qua được những khu vược mà một số loại xe tăng của Đức không thể đi qua. Albert Speer đã ghi lại trong cuốn tự truyện "Inside the Third Reich" của ông rằng:
Ở mặt trận tây nam (Ý), có những báo cáo đề cao khả năng di chuyển của Sherman các các khu vực địa hình khác nhau. Sherman có thể leo qua được những con núi mà các chuyên gia về xe tăng của chúng tôi cho là không thể đối với xe tăng. Một ưu điểm lớn của Sherman là chúng có động cơ rất mạnh phù hợp với trọng lượng của chúng. Tính cơ động của chúng trên nhiều loại địa hình, như Sư đoàn Panzer 26 đã báo cáo, là vượt trội so với các loại xe tăng của chúng ta.

Tuy nhiên, mặc dù điều này có thể đúng so với các xe tăng Đức thế hệ đầu tiên, chẳng hạn như Panzer III và Panzer IV, thử nghiệm so sánh với các xe tăng Đức thế hệ thứ hai (Panther và Tiger) do quân đội Đức tiến hành tại Kummersdorf, cũng như thử nghiệm của Sư đoàn Thiết giáp số 2 của người Mỹ, đã chứng minh ngược lại. Các loại xích xe ban đầu của Sherman có chiều rộng là 16,5 inch, đồng nghĩa với việc áp lực tạo lên mặt đất sẽ là 14 lbf/in2. Các kíp lái của Mỹ phát hiện ra rằng trên nền đất yếu, các dây xích xe của Sherman thường tạo áp lực lên mặt đất kém hơn so với Panther và Tiger. Do có hệ thống xích rộng hơn và thiết kế bánh xe đan xe và chồng vào nhau (Schachtellaufwerk), Panther và Tiger có khả năng cơ động tốt hơn trên nền đất yếu vì chúng tạo ra sức nổi lớn hơn (hay áp suất lên bề mặt đất thấp hơn). Trung tá Wilson M. Hawkins thuộc Sư đoàn Thiết giáp số 2 Hoa Kỳ đã ghi lại trong một báo cáo gửi lên Sở chỉ huy Đồng Minh:
Nhiều người khẳng định rằng xe tăng [Sherman] của chúng ta cơ động hơn. Trong các cuộc thử nghiệm gần đây, chúng tôi đã sử dụng một chiếc xe tăng Mark V [Panther] chiếm được để so sánh với tất cả các loại xe tăng trong đơn vị chúng tôi. Xe tăng Đức có tốc độ di chuyển nhanh hơn, trên cả mặt nước và đường cao tốc, và có thể rẽ mạnh hơn. Chúng cũng có khả năng leo đồi tốt hơn.

Điều này đã được minh chứng trong một cuộc phỏng vấn với Trung sĩ Kỹ thuật Willard D. May thuộc Sư đoàn Thiết giáp số 2 Hoa Kỳ, người đã nhận xét rằng: "Tôi đã tham gia các cuộc thử nghiệm với xe tăng Mark V (Panther) và nhận thấy, thứ nhất, chúng có khả năng cơ động tốt như Sherman, thứ hai, chúng có sức nổi tốt hơn Sherman. Trung sĩ Charles A. Carden, chỉ huy một trung đội xe tăng của Sư đoàn Thiết giáp số 2 đã báo cáo:
Theo ý kiến của tôi, xe tăng Mark V [Panther] và VI [Tiger] có khả năng cơ động cao hơn và sức nổi tốt hơn. Tôi đã chứng kiến nhiều trường hợp xe tăng Mark V và VI có thể cơ động hiệu quả hơn tại địa hình mà M4 có thể bị sa lầy. Có một lần tôi chứng kiến ít nhất mười xe tăng Royal Tiger [Tiger II] phản công vào vị trí của chúng tôi tại một khu vực mà xe tăng chúng tôi không thể vượt qua được.

Quân đội Hoa Kỳ sau đó đã tạo ra những miếng mở rộng xích xe - duckbill, để mở rộng xích xe như một giải pháp tạm thời. Duckbill bắt đầu được cấp cho các tiểu đoàn xe tăng ở tiền tuyến vào mùa thu năm 1944 nhưng phần lớn là mẫu được thiết kế cho xe tăng M4A3E2 "Jumbo", vốn được thiết kế để chịu sức nặng của Jumbo sau khi lắp thêm giáp. Việc này đã được khắc phục trên phiên bản M4A3(76)W HVSS Sherman và các mẫu xe đời cuối khác, nhưng chỉ chiếm một tỷ lệ nhỏ trong số xe tăng Sherman được đưa vào sử dụng đến năm 1945.

## Lịch sử họat động

### Chuyển giao cho quân đội các nước khác

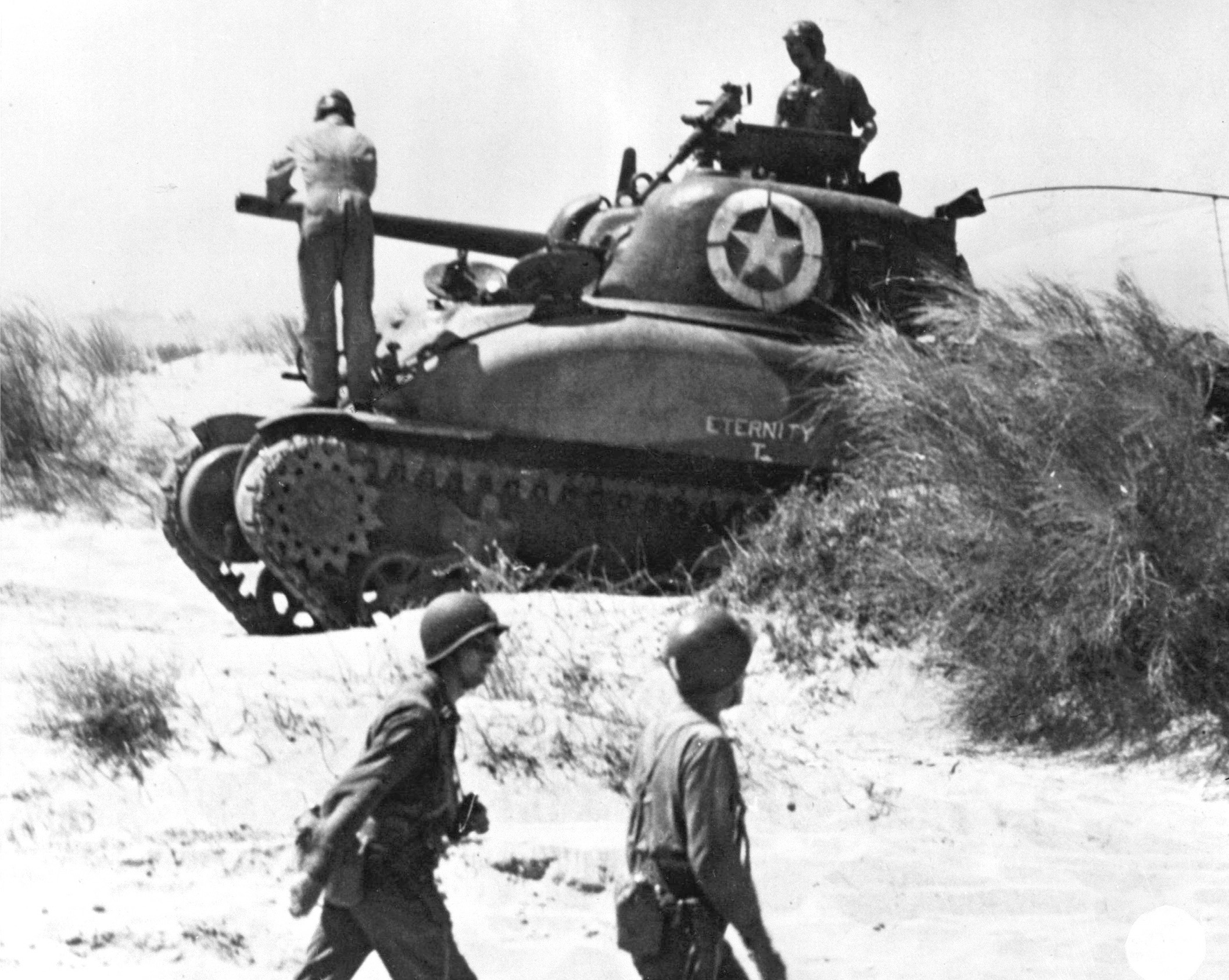
Xe tăng M4A1 Sherman thuộc Tập đoàn quân số 7 Hoa Kỳ đang đổ bộ vào Sicily, 10 tháng 7 năm 1943

Trong Chiến tranh thế giới thứ hai, gần 19.247 chiếc Sherman đã được chuyển giao cho lục quân Mỹ và khoảng 1.114 chiếc được chuyển cho lực lượng Thủy quân Lục chiến Hoa Kỳ. Lực lượng Thủy quân Lục chiến đã sử dụng phiên bản Sherman M4A2 (sử dụng động cơ diesel) và M4A3 (sử dụng động cơ gas) tại Mặt trận Thái Bình Dương.
M4A2 và M4A4 trở thành hai loại tăng được xuất qua các nước khác nhiều nhất thông qua Chương trình Lend-Lease khi người Mỹ đã chuyển giao cho quân đội Anh 17.184 chiếc, 4.102 chiếc cho Liên Xô, và ước tính 812 chiếc được chuyển cho Trung Quốc. Số tăng được chuyển đi theo như hiệp ước trao đổi giữa khối Đồng Minh. M4A2 và M4A4 trở thành hai loại tăng được xuất qua các nước khác nhiều nhất thông qua Chương trình Lend-Lease.

### Lần thực chiến đầu tiên

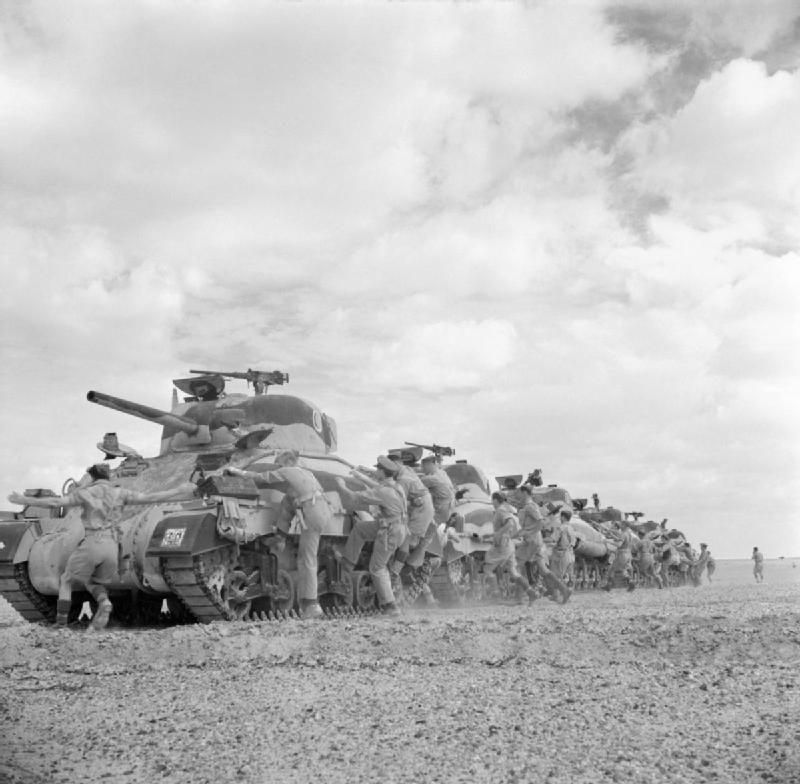
Xe tăng M4A1 trong biên chế Sư đoàn Thiết giáp số 1 Anh tại El Alamein, 24 tháng 10 năm 1942

Sherman ban đầu chỉ được sản xuất với số lượng nhỏ để các sư đoàn thiếp giáp có thể huấn luyện và làm quen với xe trước. Tình hình ở Mặt trận Bắc Phi trở nên nguy cấp khi Rommel đã chiếm được Tobruk và đang tiến về Ai Cập, có thể gây những mối đe dọa tới các tuyến tiếp tế của Anh ở Kênh đào Suez. Bộ quốc phòng Mỹ quyết định tập hợp toàn bộ số Sherman lại với nhau và điều vào Sư đoàn Thiếp giáp số 2 của Thiếu tướng George Patton để tiếp viện quân Anh tại Ai Cập. Nhưng việc chuyển giao Sherman trực tiếp cho quân đội Anh diễn ra nhanh hơn và hơn 300 chiếc Sherman - chủ yếu là phiên bản M4A1 và một số lượng nhỏ M4A2, đã được đưa đến Ai Cập vào tháng 9 năm 1942.
Những chiếc Sherman được chuyển đến Bắc Phi được sửa đổi để phù hợp với môi trường sa mạc, bao gồm miếng chắn cát lắp trên bánh xích và bổ sung thêm ngăn chứa thứ hai. Sherman tham chiến lần đầu tiên tham chiến trong Trận El Alamein lần hai vào tháng 10 năm 1942 trong biên chế của Tập đoàn quân số 8 Anh. Tổng cộng có 252 chiếc Sherman được huy động vào trận đánh này và chúng được biên chế cho Lữ đoàn Thiết giáp số 9 Anh (thuộc Sư đoàn Bộ binh số 2 New Zealand), Lữ đoàn Thiết giáp số 2 (thuộc Sư đoàn Thiết giáp số 1 Anh), và Lữ đoàn Thiết giáp 8 và 20 (thuộc Sư đoàn Thiết giáp số 10 Anh). Đối thủ đầu tiên của những chiếc Sherman là các xe tăng Panzer III và Panzer IV của Đức. Trận đánh kết thúc với sự thắng lợi của người Anh. Chiếc Sherman của lực lượng Mỹ, chủ yếu là các phiên bản M4 và M4A1, được thực chiến lần đầu tiên trong Chiến dịch Torch, một tháng sau Trận El Alamein lần hai. Sherman sau đó cũng được cung cấp để thay thế cho các đơn vị Mỹ đang vận hành xe tăng M3 tại Bắc Phi.

### Mặt trận phía Tây

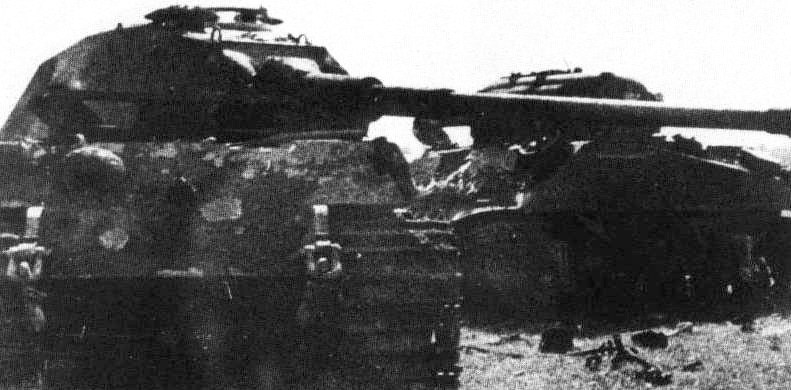
Xác của xe tăng Tiger II (thuộc Tiểu đoàn Panzer Hạng nặng 503) sau khi bị một chiếc Sherman của Trung úy John Gorman (thuộc Sư đoàn Thiết giáp Cận Vệ) tông trúng và bắn vô hiệu hóa trong Chiến dịch Goodwood, Cagny, Normandy, 18 tháng 7 năm 1944

M4 Sherman là một trong những xe tăng xung kích chủ chốt của các đơn vị thiết giáp Đồng Minh tại Mặt trận phía Tây. Tuy nhiên, tại thời điểm diễn ra Chiến dịch Overlord, người Mỹ chỉ điều động phần lớn Sherman mang pháo 75 mm được đưa vào chiến trường, và các đơn vị thiết giáp Anh được trang bị thêm Sherman Firefly, với pháo chống tăng 17-pounder mạnh mẽ. Nên khi đối đầu với đối thủ thiết giáp mới từ Đức là Panther và Tiger I, Sherman mang pháo 75 mm tỏ ra thua kém hơn hẳn. Pháo chính 88 mm L/56 có sức xuyên giáp mạnh hơn Sherman khá nhiều, lớp giáp trước tháp pháo dày đến gần 120 mm của nó không thể bị xuyên thủng bởi pháo chính 75 mm của Sherman. Tuy nhiên, nếu có kíp chiến đấu dày dặn kinh nghiệm tận dụng được độ linh động của xe, Sherman vẫn có thể hạ gục được Tiger I (bằng cách bắn vào hông xe) nhưng với một mức thiệt hại cao. Về đối thủ Panzer IV, pháo chính của Panzer-IV cũng đã được nâng cấp thành pháo 75 mm L/48, lớp giáp bọc dày 80 mm của nó cũng khiến cho pháo chính của Sherman trở nên kém hiệu quả.

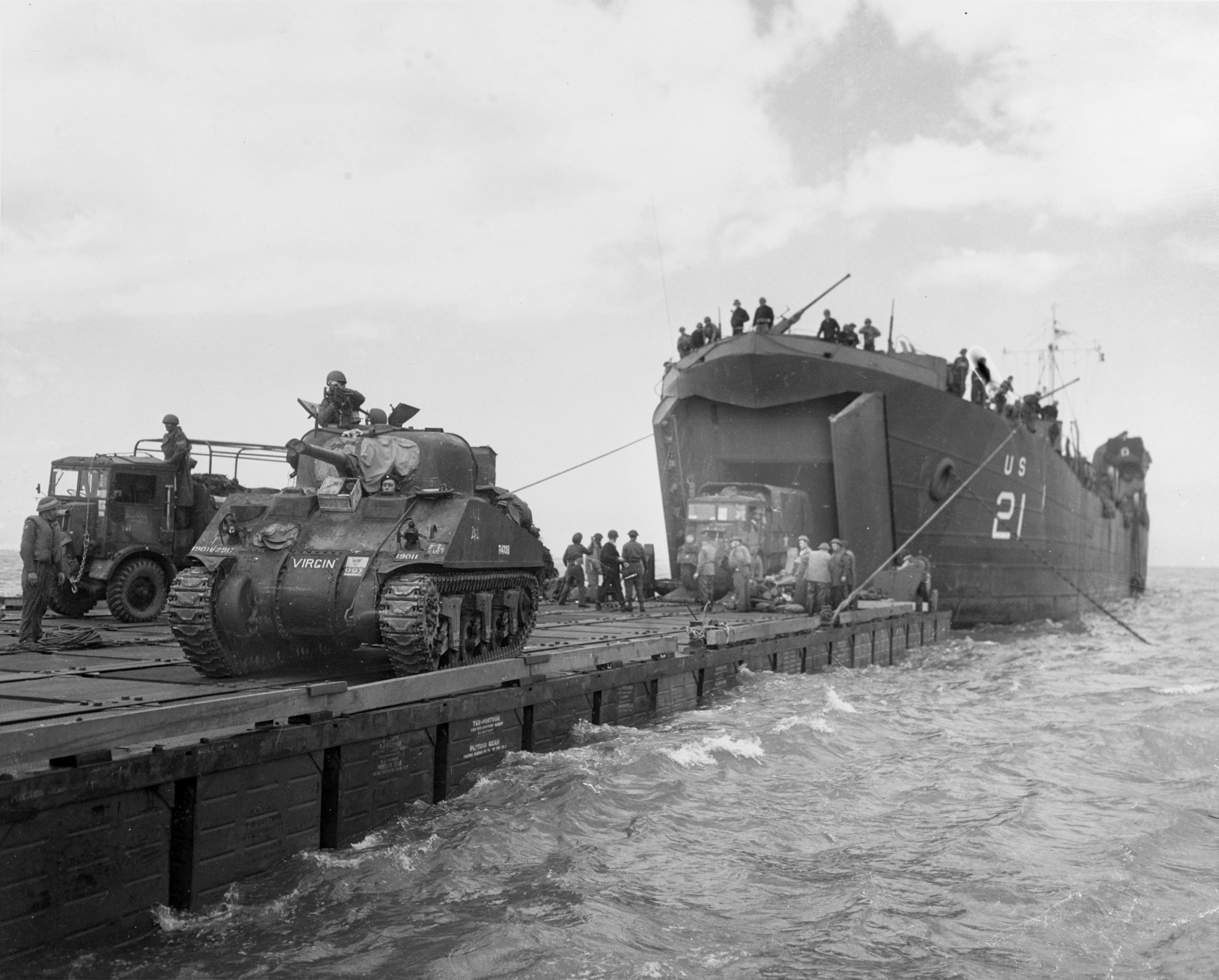
Một xe tăng M4 Sherman mang pháo 75 mm của quân đội Anh đang đổ bộ từ tàu LST-21 tại Bãi Gold, Normandie, 6 tháng 6 năm 1944

Số lượng xe tăng Panther và Tiger chỉ chiếm khoảng 126 chiếc trong tổng số 2.300 xe tăng Đức được triển khai ở Normandie; số còn lại là Panzer IV, Sturmgeschütz III và các loại xe tăng khác mà pháo 75 mm của Sherman có thể bắn xuyên được. Tầm quan trọng của thành phố Caen, cùng với các chiến dịch của Thống chế Montgomery, đã cầm chân các đơn vị thiết giáp Đức ở trước phòng tuyến quân đội Anh để các đơn vị của Mỹ có thể tiến công về phía tây, đồng nghĩa với việc các đơn vị Anh và Khối Thịnh vượng chung đang phải đối mặt với hơn 70% lực lượng thiết giáp Đức được triển khai tại Normandie, cũng như hơn một nửa số đơn vị thiết giáp của Waffen-SS. Do đó, Sherman Firefly có lẽ là chiếc xe tăng được các chỉ huy của Khối Thịnh vượng chung Anh và các nước khác đánh giá cao nhất, vì nó là chiếc xe tăng duy nhất trong Quân đội Anh có thể xuyên thủng lớp giáp trước của Panther và Tiger một cách đáng hiệu quả ở phạm vi chiến đấu tiêu chuẩn ở Normandie.
Vào tháng 7 năm 1944, phiên bản Sherman mới với pháo chính 76 mm L/55 là M4A1, tiếp sau đó là M4A3. Từ sau năm 1944 đến cuối cuộc chiến, hơn nửa số Sherman mà Mỹ huy động tham chiến đều có pháo chính 76 mm. Chiếc Sherman mang pháo 76 mm chính thức đầu tiên tham chiến là Sherman M4A3(76)W HVSS "Easy Eight", đưa vào hoạt động vào tháng 12 năm 1944.

### Mặt trận phía Đông

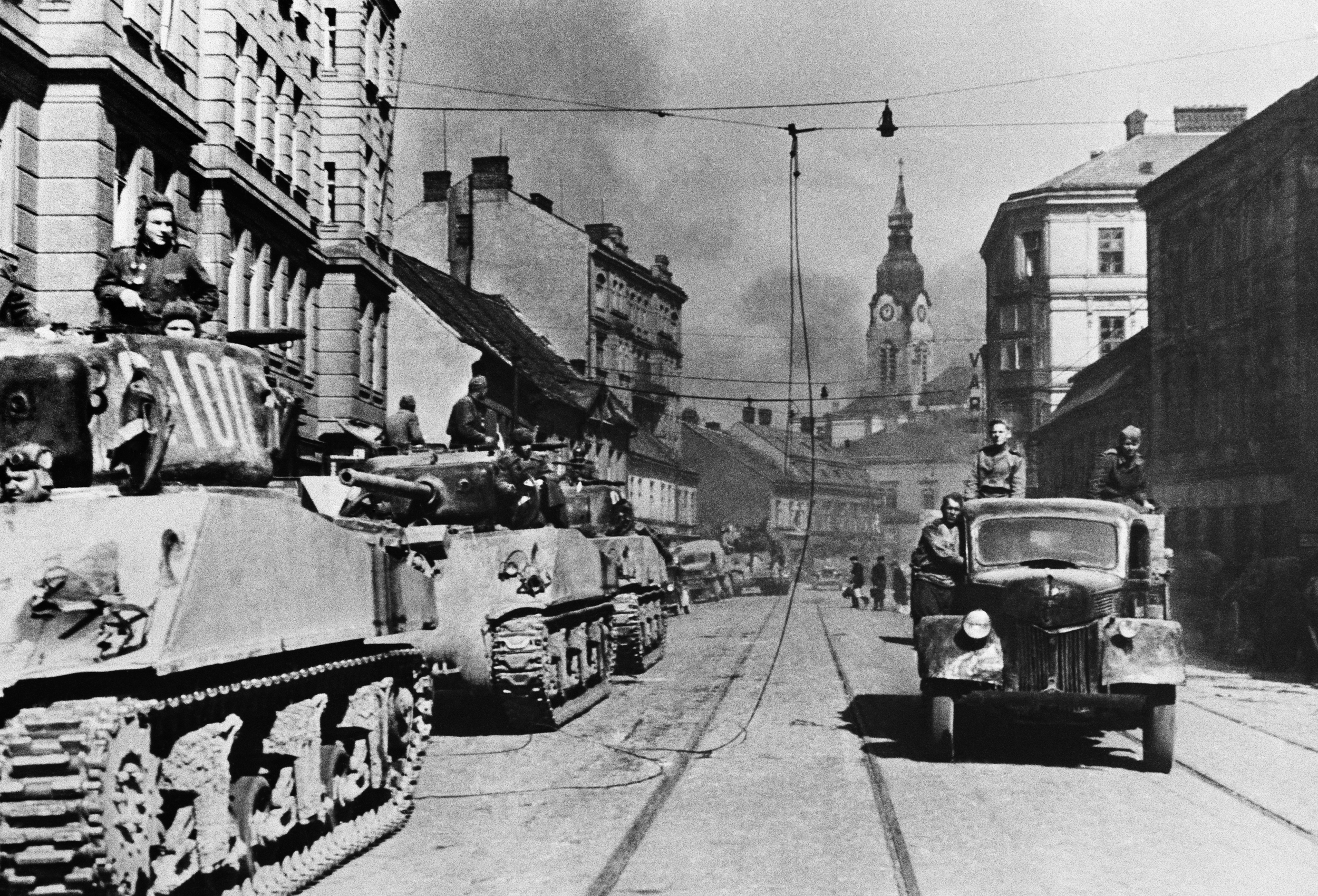
M4A2 Sherman của Hồng quân Liên Xô tại Křenová, Brno, tháng 4 năm 1945

Trong Thế chiến 2, Mỹ đã viện trợ cho Liên Xô khoảng 4.100 xe tăng M4A2 Sherman theo diện Lend-Lease, bao gồm 2.007 chiếc mang pháo 75mm và 2.095 chiếc mang pháo 76mm hiệu quả hơn. Số lượng xe tăng Sherman được chuyển giao cho Liên Xô chiếm 18,6% tổng số xe tăng Sherman trong diện Lend-Lease. Chiếc M4A2 Sherman mang pháo 76 mm đầu tiên được chuyển giao cho Liên Xô vào cuối hè năm 1944.
Những mẫu M4A2 đầu tiên được Hồng quân Liên Xô coi là thiếu tin cậy do vị trí gác đạn của chúng được lắp theo cách truyền thống khiến hầm đạn dễ bị bắn trúng khi giao chiến với quân Đức. Vấn đề này sau đó được khắc phục bằng cách thay đổi thiết kế tạo gác đạn ướt và chuyển xuống dưới gầm xe để đạn làm giảm khả năng nổ hầm đạn.

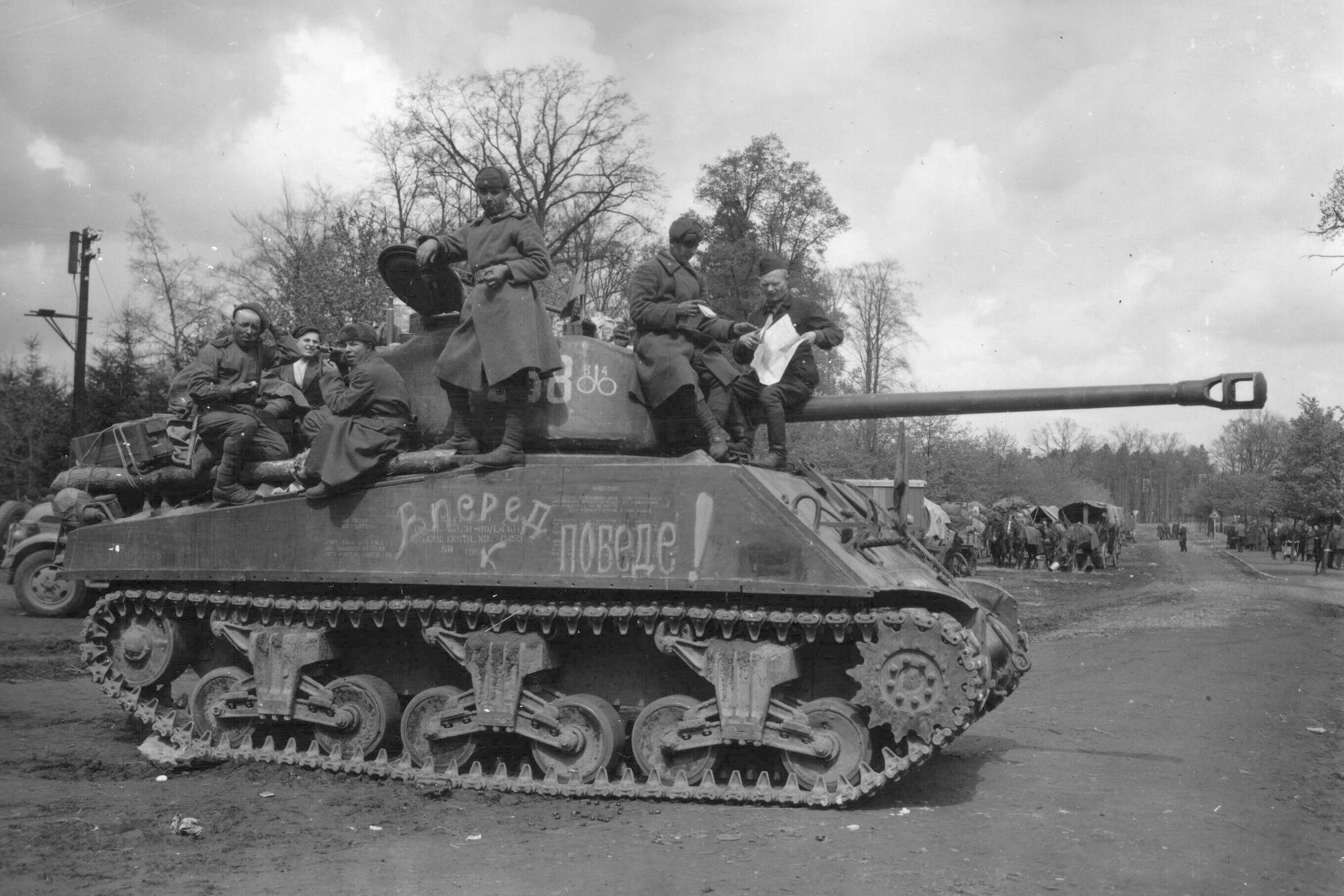
Xe tăng M4A2(76)W trong biên chế Hồng quân Liên Xô, Grabow, Đức, tháng 5 năm 1945

Ở khí hậu lạnh khắc nghiệt (dưới âm 40 độ C), M4 không thể hoạt động được do nhiên liệu bị đóng băng, còn T-34 thì không gặp vấn đề này vì được trang bị hệ thống làm ấm nhiên liệu. Hỏa lực của M4 (mang pháo 75mm hoặc 76mm) yếu hơn T-34-85mm. Khẩu D-5T 85mm L/52 của T-34 có động năng đạn ~2,92 MJ, cao hơn đáng kể so với 2,19 MJ của pháo M1A2 cỡ 76mm L/55 trên M4 Sherman. Ngoài ra, M4 thường không được trang bị đạn xuyên giáp cao cấp HVAP (hay APCR theo cách gọi của người Nga). Ở thời điểm đầu năm 1944, quân đội Mỹ chỉ có thể cố gắng trang bị cho mỗi xe tăng Sherman của họ một viên đạn HVAP, đến tháng 12 năm 1944 thì con số nâng lên chỉ khoảng hai viên HVAP mỗi xe. Nguyên nhân chủ yếu là do người Mỹ gặp vấn đề nghiêm trọng về nguồn cung quặng vonfram, do đó tổng cộng chỉ có gần 9.000 quả đạn HVAP được Mỹ sản xuất dành cho pháo 76 mm M1 của Sherman. Trong khi đó, mỗi chiếc T-34/85 thường được trang bị tới 5-6 viên đạn APCR mỗi xe.
Đến năm 1945, một số đơn vị thiết giáp của Hồng quân được trang bị hầu hết là xe Sherman. Các đơn vị như vậy bao gồm Quân đoàn Cơ giới Cận Vệ số 1, Quân đoàn Cơ giới Cận Vệ số 3 và Quân đoàn Cơ giới Cận Vệ số 9, và một số đơn vị khác. Sherman được nhiều đội xe tăng Liên Xô đánh giá tích cực về độ tin cậy, dễ bảo trì và hỏa lực tốt (đặc biệt là phiên bản mang pháo 76 mm), cũng như bộ nguồn phụ (APU) để sạc điện của xe tăng mà không cần phải chạy động cơ chính như trên T-34. Tuy nhiên, theo các tổ lái xe tăng Liên Xô, Sherman có một số nhược điểm. Điểm yếu lớn nhất của nó là trọng tâm cao, khiến xe tăng dễ lật nghiêng và dễ bị đối phương bắn trúng hơn. Xích xe bọc cao su của M4 trở nên phiền toái khi trời nóng hoặc bị lửa táp vào, bởi cao su sẽ chảy ra, bít kín các mắt xích khiến xe kẹt cứng không di chuyển được, có khi một xe bị kẹt trên đường khiến cả đoàn quân bị ách tắc. Bánh xích tương đối hẹp của Sherman khiến nó dễ sa lầy và phải vật lộn để vượt qua địa hình lầy lội so với bánh xích rộng hơn của T-34 hoặc xe tăng Panther của Đức.
Theo Anh hùng Liên bang Xô viết, Đại tá Dmitry Loza - Chỉ huy Tiểu đoàn 1, Lữ đoàn Xe tăng Cận vệ 46 trong Chiến tranh Thế giới thứ hai, nhận xét về xe tăng Sherman: 
...Chúng tôi gọi chúng là 'Emchas' (M4 theo tiếng Nga). Ban đầu chúng được trang bị pháo chính ngắn, các phiên bản sau có pháo dài hơn và được lắp loa bù giật (muzzle brake). Ở mặt giáp phía trước có một chốt khóa để cố định pháo khi chúng tôi hành quân. Pháo chính khá dài. Nhìn chung, đây là một xe tăng tốt, nhưng như bất kỳ xe tăng khác, nó đều có những điểm cộng và điểm trừ. Khi có người nói với tôi rằng đây là một xe tăng kém, tôi trả lời: 'Xin lỗi! Không thể nói đó là xe tăng kém khi chỉ dựa trên ý kiến của một người. Kém so với cái gì?..
Nhà sử học David M. Glantz viết: "Sherman có độ rộng bánh xích hẹp khiến nó không cơ động trên bùn bằng các loại xe của Đức và Liên Xô, đồng thời nó tiêu thụ rất nhiều nhiên liệu..." Theo Glantz, lính tăng Liên Xô đánh giá cao xe tăng Mỹ hơn xe tăng Anh, nhưng họ vẫn thích xe tăng Liên Xô hơn cả.

### Mặt trận Châu Á - Thái Bình Dương

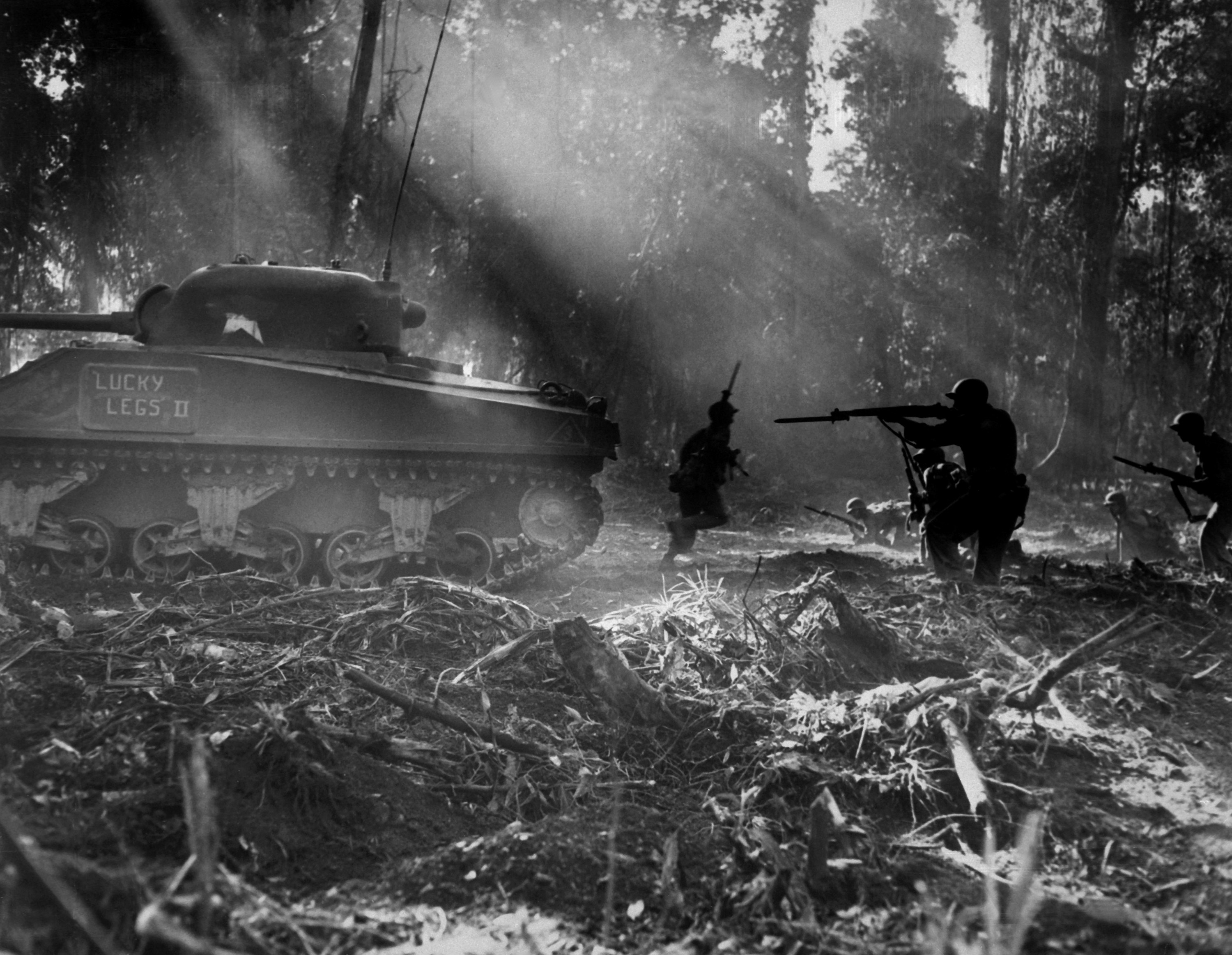
Lính Mỹ được yểm trợ bởi M4 Sherman trong chiến dịch Bougainville

Ở mặt trận châu Âu - nơi diễn ra các cuộc giao chiến với xe tăng của Đức Quốc xã một cách thường xuyên hơn, Mỹ bắt buộc phải huy động phần lớn lực lượng Sherman vào Châu Âu. Trong khi ở Mặt trận Thái Bình Dương, nơi phần lớn diễn ra các cuộc đấu pháo giữa các đơn vị tàu chiến, việc đấu tăng chỉ là thứ yếu, nên chỉ có một số lượng nhỏ Sherman được điều đến mặt trận Thái Bình Dương (nhằm tiếp tế cho cả lực lượng Đồng Minh tại đây). Trong số hơn 16 sư đoàn thiết giáp và 70 tiểu đoàn tăng độc lập của Quân đội Hoa Kỳ, chỉ có khoảng một phần ba tiểu đoàn tăng được điều động đến chiến đấu tại Thái Bình Dương. Trong khi đó, Quân đội Nhật chỉ điều động duy nhất Sư đoàn Thiết giáp số 2 của họ hoạt động trong toàn bộ cuộc chiến. Vì địa hình ở các đảo châu Á - Thái Bình Dương chủ yếu là rừng già, cao nguyên, núi cao hiểm trở với khí hậu ẩm ướt và chỉ thích hợp để bộ binh chiến đấu với nhau nên việc sử dụng xe tăng tại đây là không phù hợp. Do đó, các chỉ huy hai bên đều nhận định triển khai các loại xe tăng hạng nhẹ ở đây là phù hợp, dễ vận chuyển và triển khai vào chiến trường. Bản thân xe tăng Sherman cũng được sử dụng như các loại xe vận chuyển bộ binh, diễn tập và yểm trợ bộ binh trong một số chiến dịch tấn công cơ động có lô-cốt.

Xe tăng Sherman thuộc Tiểu đoàn Xe tăng 713 đang tập trung tại một con đèo ở Okinawa

Trong những giai đoạn đầu của cuộc chiến, đặc biệt là trong Chiến dịch Guadalcanal, quân Mỹ thường sử dụng tăng hạng nhẹ M2A4 để đối đầu với xe tăng hạng nhẹ Kiểu 95 Ha-Go  của quân Nhật; cả hai đều được trang bị pháo 37 mm, nhưng M2 (sản xuất năm 1940) vẫn mạnh mẽ hơn Kiểu 95 Ha-Go do M2 được thiết kế và sản xuất sau đến 5 năm. Đến năm 1943, quân Nhật vẫn sử dụng hai kiểu tăng hạng nhẹ chủ yếu của họ là Ha-Go và Chi-Ha Kiểu 97, trong khi đó quân Mỹ đã thay thế M2A4 bằng M4 (có pháo chính 75 mm). Lực lượng Trung Quốc tại Ấn Độ nhận được khoảng 100 chiếc M4 và dùng chúng trong những chiến dịch phản công rất có hiệu quả vào những năm 1943 và 1944.

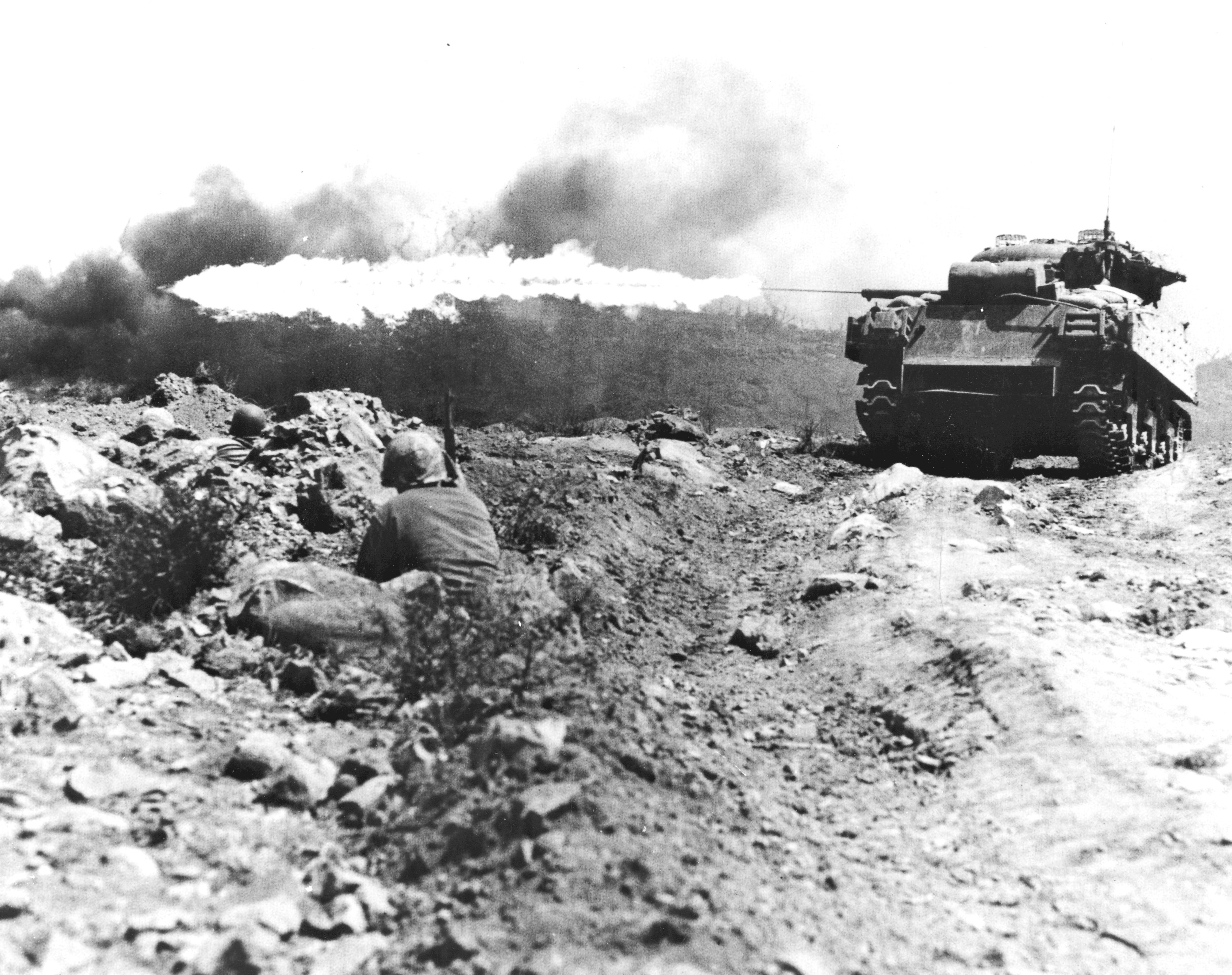
Một chiếc M4A3R5 Sherman của Thủy quân Lục chiến Hoa Kỳ đang phóng lửa vào vị trí của quân Nhật trong trận Iwo Jima

Từ sau năm 1943, lực lượng đế quốc Nhật Bản bắt đầu thay thế các loại tăng hạng nhẹ của họ bằng loại tăng hạng trung mới Chi-Nu Kiểu 3 và Chi-To Kiểu 4, loại tăng này được thiết kế ra nhằm bảo vệ các công trình quân sự trên đảo, yểm trợ bộ binh và phòng thủ các hòn đảo gần Nhật. Tuy nhiên chỉ có 166 xe Kiểu 3 và hai xe Kiểu 4 được sản xuất, và không chiếc nào được đưa vào chiến đấu trên các hòn đảo ở Thái Bình Dương. Thay vào đó, chúng được giữ lại ở Nhật Bản để chuẩn bị cho một cuộc đổ bộ lớn của Đồng Minh. Lực lượng Đồng Minh bắt đầu sử dụng đạn nổ mạnh (HE), và nhờ hệ thống kính ngắm quang học có tầm bắn xa và chính xác hơn so với xe Nhật, họ có thể dễ dàng hạ gục được các loại xe tăng hạng trung và nhẹ của Nhật. Mặc dù các loại pháo tự hành (chống tăng) cũng được đưa vào nhằm hủy diệt các lô-cốt và boong-ke địch, nhưng M4 vẫn được trang bị thêm nòng phun lửa nhằm tiêu diệt lính Nhật ngụy trang trong rừng già và hang động.

### Hoạt động sau Thế chiến II

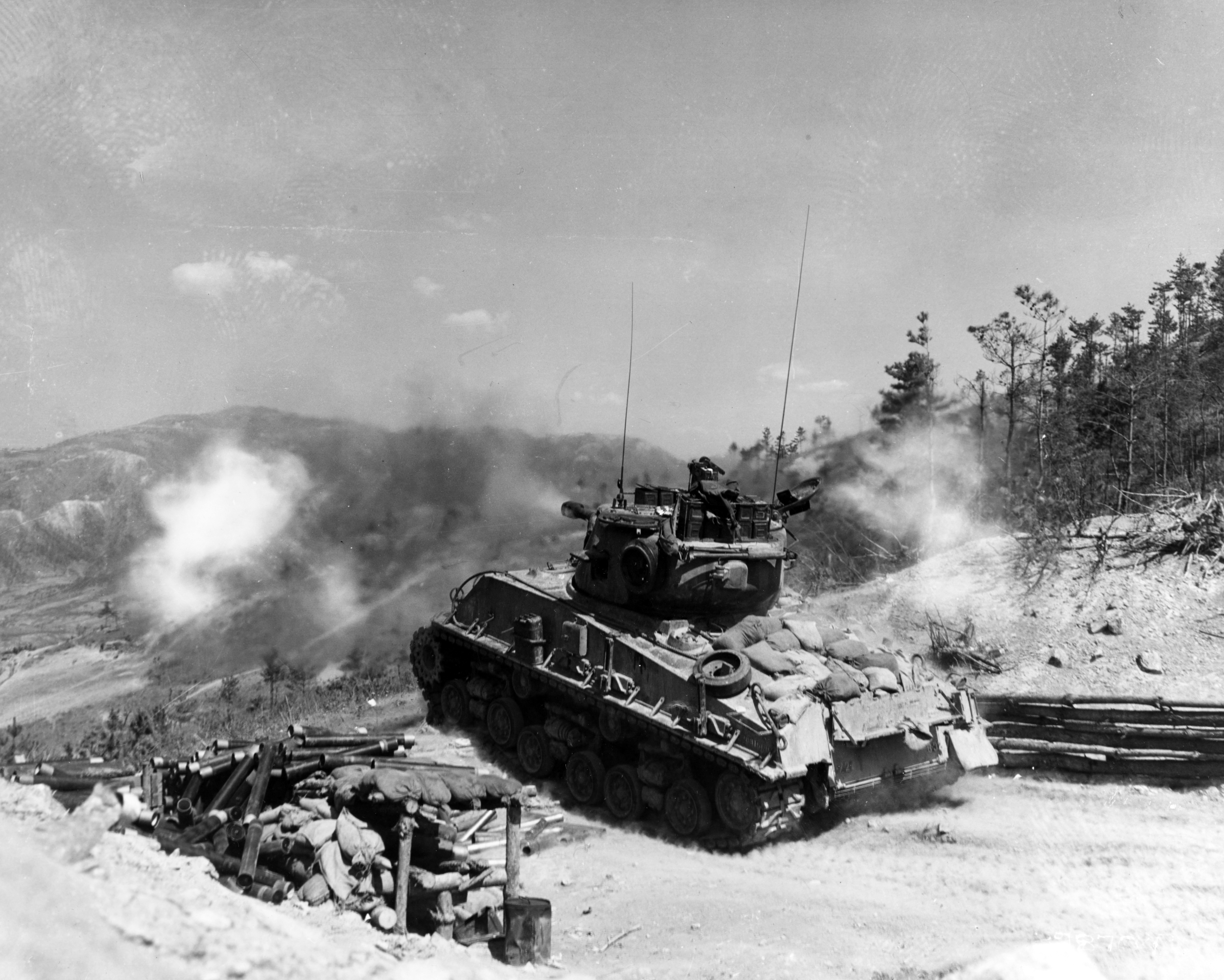
M4A3(76) HVSS, hay "Easy Eight", đang bắn từ bệ đá với vai trò như một lựu pháo trong Chiến tranh Triều Tiên

Sau Thế chiến II, quân Mỹ vẫn sử dụng tăng Sherman phiên bản M4A3E8 "Easy Eight", với tên chính thức là M4A3(76) HVSS (được trang bị pháo chính 76 mm) và một số xe tăng Sherman mang pháo 105 mm. Số Sherman còn lại sau Thế chiến II chủ yếu được sử dụng trong Chiến tranh Triều Tiên. Mặc dù không còn đảm nhận vai trò là loại tăng chính trong các cuộc chiến, nhưng Sherman vẫn được phân vào các sư đoàn hoặc tiểu đoàn tăng thiết giáp cùng với tăng hạng nặng M26 Pershing và tăng hạng trung M46 Patton.
Trong chiến tranh Triều Tiên, M4A3(76) HVSS là thế hệ tăng M4 duy nhất có thể loại tăng T-34/85 của Triều Tiên ra khỏi vòng chiến. Cả M4 và T-34 đều có thể hạ gục đối thủ chỉ trong phát bắn trúng đầu tiên, nhưng kinh nghiệm vận hành cao của các kíp lái người Mỹ đã đem lại lợi thế rất lớn cho xe tăng Sherman. Mẫu xe tăng M4A3(76) HVSS, được trang bị đạn HVAP 76 mm, đã tiêu diệt 41 xe tăng Triều Tiên từ tháng 7 tới tháng 11 năm 1950. Nhiều kíp lái Mỹ vẫn ưu thích M4A3(76) HVSS hơn do dễ bảo trì và khả năng truyền động tốt hơn so với M26 Pershing.
Trong những năm 1950, M4 dần trở nên lạc hậu và bị thay thế toàn bộ bởi dòng tăng M48 Patton và M60 Patton. Mỹ đã tìm cách chuyển toàn bộ số Sherman cho quân Đồng Minh và các nước khác, M4 được sử dụng rất rộng rãi sau thế chiến bởi khá nhiều lực lượng trên thế giới.

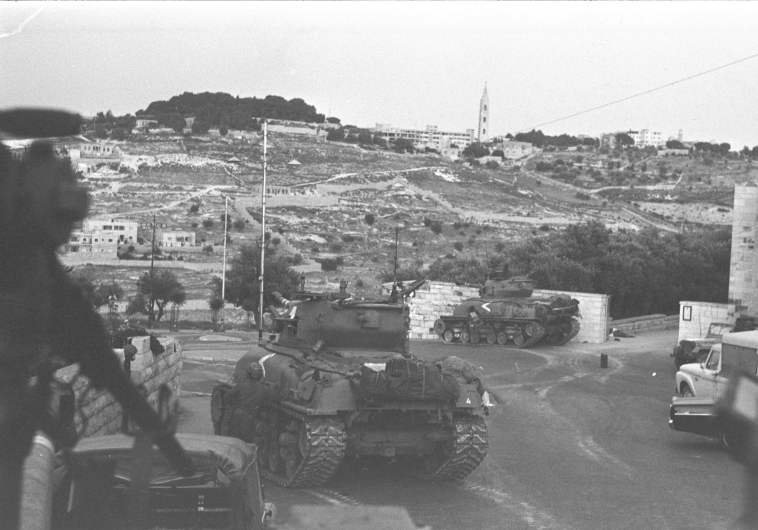
Các xe tăng M-51 Super Sherman của Israel đang đóng quân tại Jerusalem trong Cuộc chiến tranh Sáu ngày

Lực lượng Phòng vệ Israel (IDF) đã sử dụng xe tăng Sherman từ lúc thành lập vào năm 1948 tới năm 1980. Chiếc Sherman đầu tiên của họ là một chiếc M4A2, nhưng bị thiếu pháo chính, được thu lại từ quân đội Anh sau khi họ rút khỏi Israel. Tính đa dạng của Sherman, với những tính năng hiện đại hơn các xe tăng Renault R35 sản xuất năm 1934 của Pháp với pháo nòng ngắn 37 mm, đã giúp hình thành lên những đơn vị thiết giáp đầu tiên của IDF, sau khi họ đặt mua 30 chiếc M4 không trang bị vũ khí từ các xưởng phế liệu ở Ý. Ba trong số đó, cùng với chiếc M4A2, đã phục vụ liên tục trong cuộc chiến tranh giành độc lập của Israel. Số còn lại sau đó được bảo dưỡng và tái trang bị lại pháo 75 mm và là nòng cốt của lực lượng thiết giáp Israel trong suốt tám năm tiếp theo. Sherman mang pháo 75 mm sau đó được thay thế bằng những chiếc Sherman M4A1 mang pháo 76 mm, được nhập từ Pháp trước khi diễn ra Cuộc khủng hoảng Suez năm 1956, do nhận ra rằng khả năng xuyên giáp của pháo 75 mm không đủ để bắn hạ những mẫu xe tăng đời mới như Centurion cũng như xe tăng T-34-85 trong biên chế lực lượng Ai Cập. Trong quá trình nâng cấp, quân đội Pháp đã giúp người Israel phát triển một gói chuyển đổi để nâng cấp khoảng 300 chiếc Sherman lên pháo CN 75-50 75 mm HV, được lắp đặt trên những chiếc AMX-13 của Pháp. Những chiếc Sherman này sau đó được Israel định danh là Sherman M-50. Trước khi diễn ra cuộc chiến tranh sáu ngày vào năm 1967, Quân đội Israel đã nâng cấp được khoảng 180 xe M4A1(76)W HVSS lên pháo 105 mm Modèle F1 của Pháp, sử dụng động cơ diesel Cummins mới và đặt tên là xe tăng nâng cấp Sherman M-51. Các xe tăng Sherman, cùng Centurion mang pháo 105 mm và M48 Patton, có thể dễ dàng bắn hạ được các xe tăng T-34-85, T-54/55/62 và IS-3 được sử dụng bởi lực lượng Ai Cập và Syria trong Chiến tranh sáu ngày năm 1967.
Sherman M4A3 còn được quân đội Anh sử dụng tại Indonesia từ thời điểm diễn ra cuộc Cách mạng Dân tộc Indonesia tới khi chuyển giao chúng cho Quân đội Đông Ấn Hoàng Gia Hà Lan vào năm 1946, và được lực lượng này vận hành tới năm 1949 trước khi chuyển giao cho Lực lượng vũ trang Indonesia.

## Các biến thể
- 3in Gun Motor Carriage M10 - Pháo tự hành chống tăng M10 "Wolverine"
- 90 mm Gun Motor Carriage M36 - Pháo tự hành chống tăng M36 "Jackson"
- 105 mm Howitzer Motor Carriage M7 - Pháo tự hành 105 mm "Priest"
- 155 mm Gun Motor Carriage M12 - Pháo tự hành được lắp trên xe Cargo Carrier M30 (phát triển dựa trên thân xe của Sherman)
- 203/250 mm Motor Carriages - Pháo tự hành 203 mm HMC M43, 250 mm MMC T94 được lắp ráp trên thân xe tăng M4A3
- Pháo tự hành 25-pounder (88 mm) Sexton
- Xe tăng phun lửa
  - M4A2E4-5
  - POA-CWS-H1-H2 (Lục quân Hoa Kỳ) M4A3R5 (Thủy quân Lục chiến Hoa Kỳ) Mk 1.
  - POA-CWS-H5 (Lục quân Hoa Kỳ), M4A3R8 (Thủy quân Lục chiến Hoa Kỳ) với súng phun lửa đồng trục H1A-H5A.
  - M4-2B1E9
  - M4 Crocodile - phiên bản M4 trang bị súng phun lửa của Anh
- Sherman được lắp Hệ thống phóng tên lửa - T34 Calliope, T40 Whizbang
- Xe tăng Sherman lội nước - Duplex Drive (DD) - phiên bản Sherman lội nước được thiết kế bởi quân đội Anh
- Xe dò mìn và sửa chữa -  D-8, M1, M1A1 phiên bản máy xúc, M4 Doozit, Sherman MAB (mang cầu di động) và xe quét mìn T1E3 Aunt Jemima
- Xe sửa chữa - M32 TRV và M74 TRV
- Xe kéo pháo - M34 và M35

## Hoạt động tại các nước khác
Ngoài nước Mỹ, các nước Đồng Minh cũng được cung ứng một số lượng lớn M4 Sherman. Anh Quốc chiếm 80% trên tổng số Sherman được Mỹ viện trợ. Từ năm 1942-1945, Liên Xô nhận được hơn 3664 xe tăng Sherman kiểu M4A2 với động cơ diesel, một vài trong số chúng vẫn hoạt động sau thế chiến. Trong chiến tranh Triều Tiên, Sherman được quân đội Mỹ trang bị cho quân đội Hàn Quốc và các nước Đồng Minh.
Ngoài ra, M4 Sherman còn được người Israel sử dụng. Các biến thể M4 của quân đội Israel là M-50 mang pháo 75 mm và M-51 Super Sherman mang pháo 105 mm, nó đã chứng tỏ độ tin cậy khi sau nhiều năm vẫn còn được thiết kế các phiên bản mới và sử dụng. Ngoài chiến tranh Triều Tiên, M4 còn được sử dụng trong cuộc chiến tranh 6 ngày, đối đầu với xe tăng T-34/85 của quân đội các nước Ả Rập; chiến tranh Yom Kippur, đối đầu với hai loại tăng mới và mạnh hơn mà các nước Ả Rập mua từ Liên Xô là T-54/55.
- Argentina[127]
- Úc (chỉ dùng để thử nghiệm)
- Bangladesh
- Bỉ (phiên bản M4A3E4 Sherman)
- Brasil (80 M4, M4A1 Sherman được chuyển giao)[128]
- Canada
- Peru
- Chile
- Cuba
- Đan Mạch (phiên bản M4A3E4 Sherman do Mỹ viện trợ)
- Ai Cập
- Ethiopia
- Pháp Tự do
- Pháp: 755
- Hy Lạp
- Ấn Độ
- Iran
- Israel
- Ý (sau Thế chiến thứ hai)
- Indonesia (nhận được từ Hà Lan sau khi độc lập từ năm 1949)
- Nhật Bản (sau Thế chiến thứ hai; phiên bản M4A3E8 Sherman do Mỹ viện trợ)
- Liban
- México
- Đức Quốc xã (chiến lợi phẩm, biên chế trong Beutepanzer)
- Hà Lan
- New Zealand
- Nicaragua
- Pakistan (phiên bản M4A1E6 Sherman do Mỹ viện trợ)
- Paraguay (loại biên từ tháng 4, 2018[129])
- Perú
- Philippines
- Ba Lan
- Bồ Đào Nha (phiên bản M4A3E4 Sherman)
- Trung Quốc
- Đài Loan
- Nam Phi
- Hàn Quốc
- Liên Xô 3,664.[130]
- Thụy Điển (chỉ dùng để thử nghiệm)
- Syria (chỉ một mẫu M4A1 Sherman không tháp pháo)
- Uganda[131]
- Thổ Nhĩ Kỳ (nhận 34 chiếc trong tháng 1, 1945)[132]
- Anh Quốc 17,181.[130]
- Hoa Kỳ (loại biên năm 1957)
- Nam Tư (599 chiếc M4A3E4 Shermans nhận được trong thời kỳ Informbiro)[133]

### Sách tham khảo
- Baryatinsky, M. (2006). Medium tank Sherman. Together and against the T-34.
- Berndt, Thomas (1993). Standard Catalog of U.S. Military Vehicles. Iola, WI: Krause Publications. ISBN 0-87341-223-0.
- Buckley, John (2006) [2004]. British Armour in the Normandy Campaign 1944. London: Taylor & Francis. ISBN 0-415-40773-7. OCLC 154699922.
- Canavan, Michael J. (2010). "Opening Salvo: M4A1 Sherman Tank". Wizards.com. Avalon Hill. Bản gốc lưu trữ ngày 27 tháng 1 năm 2006.
- Chamberlain, Peter; Ellis, Chris (2005) [1969]. British and American Tanks of World War II: The Complete Illustrated History of British, American and Commonwealth Tanks, Gun Motor Carriages and Special Purpose Vehicles, 1939–1945. New York: Arco. ISBN 0-668-01867-4.
- Chamberlain, Peter; Ellis, Chris (2004) [1967]. British and American Tanks of World War Two. Silverdale Books. ISBN 1-84509-009-8.
- Conners, Chris (2013). "Medium Tank M4 Sherman". American Fighting Vehicle Database. Truy cập ngày 9 tháng 1 năm 2014.
- Copp, Terry, biên tập (2000). Montgomery's Scientists: Operational Research in Northwest Europe. The work of No.2 Operational Research Section with 21 Army Group June 1944 to July 1945. Laurier Centre for Military Strategic and Disarmament Studies. ISBN 0-9697955-9-9.
- Operation Think Tank 2012 Part 4. Wargaming.net. ngày 14 tháng 11 năm 2012. Lưu trữ bản gốc ngày 27 tháng 5 năm 2015. Truy cập ngày 23 tháng 10 năm 2018 – qua YouTube/.
- Dunn, Walter S. Jr. (2007). Stalin's Keys to Victory: The Rebirth of the Red Army. Mechanicsburg, PA: Stackpole Books. ISBN 978-0-8117-3423-3. Truy cập ngày 12 tháng 8 năm 2017.
- Fletcher, David; Zaloga, Steven J. (2018). British Battle Tanks: American-made World War II Tanks . Osprey Publishing. ISBN 978-1-4728-2152-2 – qua GoogleBooks.
- Gelbart, Marsh (1996). Tanks: Main battle and light tanks. London: Brassey's. ISBN 1-85753-168-X.
- Green, Michael (2005). Panzers at War. City: Zenith Press. ISBN 978-0-7603-2152-2.
- Green, Michael; Brown, James D. (2007). M4 Sherman at War (ấn bản thứ 1). St. Paul, MN: Zenith Press. ISBN 978-0-7603-2784-5.
- Hart, Stephen Ashley (2007). Sherman Firefly Vs Tiger: Normandy 1944 (Duel): Normandy 1944. Osprey Publishing. ISBN 978-1-84603-150-2.
- Hernandez Cabos, Rodrigo; Prigent, John (2001). M4 Sherman. Osprey. ISBN 1-84176-207-5.
- House, Jonathan M. (2001). Combined arms warfare in the twentieth century. Lawrence, Kansas: University Press of Kansas. tr. 152. ISBN 0-7006-1098-7. Bản gốc lưu trữ ngày 19 tháng 10 năm 2022. Truy cập ngày 19 tháng 10 năm 2022.
- Hunnicutt, R.P. (1978). Sherman: A History of the American Medium Tank. San Rafael, California: Taurus Enterprises. ISBN 978-0-89141-080-5. OCLC 4135770.
- Hunnicutt, R.P. (2015). Sherman: A History of the American Medium Tank. Echo Point Books & Media. ISBN 978-1-62654-091-0. OCLC 1012798923.
- Jarymowycz, Roman Johann (2009) [2001]. Tank Tactics: From Normandy to Lorraine. Mechanicsburg, Pennsylvania: Stackpole Books. ISBN 9780811735599. OCLC 319169715. Truy cập ngày 12 tháng 8 năm 2017.
- Jentz, Thomas; Doyle, Hilary (1993). Tiger 1 Heavy Tank 1942–45. New Vanguard Number 5. Osprey Publishing. ISBN 1-85532-337-0.
- Jentz, Thomas; Doyle, Hilary (1995). Germany's Panther Tank. Schiffer Publishing, Ltd. tr. 129. ISBN 0-88740-812-5.
- Jentz, Thomas (1997). Germany's Tiger Tanks Tiger I & II: Combat Tactics. Atglen, PA: Schiffer Publishing. ISBN 0-7643-0225-6.
- Manasherob, Robert (2010). Lion and Lioness of the Line Volume 5. SabIngaMartin Publications. tr. 5–6, 26. ISBN 978-0-9841437-2-6.
- Moran, Nicholas (ngày 1 tháng 4 năm 2012). "US Guns, German Armour, Pt 1". World of Tanks - The Chieftain's Hatch. Wargaming.net. Bản gốc lưu trữ ngày 8 tháng 1 năm 2017. Truy cập ngày 7 tháng 6 năm 2015.
- Moran, Nicholas (ngày 2 tháng 9 năm 2014). "US Guns, German Armour, Pt 2". World of Tanks - The Chieftain's Hatch. Wargaming.net. Bản gốc lưu trữ ngày 2 tháng 10 năm 2021. Truy cập ngày 2 tháng 10 năm 2021.
- Moran, Nicholas (ngày 2 tháng 1 năm 2014). "US Firefly Part 3". World of Tanks - The Chieftain's Hatch. Wargaming.net. Bản gốc lưu trữ ngày 4 tháng 3 năm 2016. Truy cập ngày 28 tháng 10 năm 2014.
- Moran, Nicholas (ngày 7 tháng 5 năm 2014). "Exercise Dracula". World of Tanks - The Chieftain's Hatch. Wargaming.net. Bản gốc lưu trữ ngày 12 tháng 2 năm 2023. Truy cập ngày 12 tháng 8 năm 2017.
- Moran, Nicholas (ngày 6 tháng 6 năm 2015). "Myths of American Armor". World of Tanks - The Chieftain's Hatch. Wargaming.net. Bản gốc lưu trữ ngày 25 tháng 10 năm 2016. Truy cập ngày 18 tháng 1 năm 2016.
- Postan, Sir Michael Moissey (1952). British War Production. History of the Second World War, United Kingdom Civil Series . London, UK: H.M. Stationery Office. ISBN 9780527357658. OCLC 464065247. Truy cập ngày 2 tháng 10 năm 2015.
- Reid, Brian (2005). No Holding Back. Robin Brass Studio. ISBN 1-896941-40-0.
- Schneider, Wolfgang (2004). Tigers in Combat I. Mechanicsburg, Pennsylvania: Stackpole Books; 2nd edition, originally published 2000 by J.J. Fedorowicz Publishing, Inc. Winnipeg, Canada. ISBN 0-8117-3171-5.
- Summers, Will (tháng 3 năm 1945). "Stabilized Guns for Yanks' Tanks" (PDF). Ohio State Engineer. Quyển 28 số 4. tr. 10–11, 23. Truy cập ngày 10 tháng 8 năm 2017.
- Tracol, Xavier (tháng 10 năm 2011). "Blindorama : L'Argentine 1926–1945". Batailles et Blindés (bằng tiếng Pháp). Số 45. Caraktère. tr. 4–7. ISSN 1765-0828. Bản gốc lưu trữ ngày 19 tháng 10 năm 2022. Truy cập ngày 19 tháng 10 năm 2022.
- Tracol, Xavier (tháng 2 năm 2012). "Blindorama : Brésil, 1921 – 1945". Batailles et Blindés (bằng tiếng Pháp). Số 47. Caraktère. tr. 6–9. ISSN 1765-0828. Bản gốc lưu trữ ngày 19 tháng 10 năm 2022. Truy cập ngày 19 tháng 10 năm 2022.
- U.S. War Department (ngày 9 tháng 8 năm 1945). Army Service Forces Catalog ORD 5-3-1. Washington, DC: U.S. Government Printing Office.
- U.S. War Department (ngày 22 tháng 5 năm 1941). FM 100–5, Operations. Field Service Regulations. Washington, DC: U.S. Government Printing Office. Truy cập ngày 5 tháng 9 năm 2013.
- U.S. War Department (ngày 18 tháng 9 năm 1942). FM 17–33, The Armored Battalion, Light and Medium. Field Service Regulations. Washington, DC: U.S. Government Printing Office. Truy cập ngày 5 tháng 9 năm 2016.
- von Luck, Hans (1989). Panzer Commander: The Memoirs of Colonel Hans von Luck. New York, New York: Dell Publishing. hdl:2027/pst.000019317649. ISBN 9780804151979. OCLC 865473178.
- Wilbeck, Christopher (2004). Sledgehammers: Strengths and Flaws of Tiger Tank Battalions in World War II. The Aberjona Press. ISBN 978-0-9717650-2-3.
- Zaloga, Steven (1981). Armor of the Middle East Wars 1948–1978. Vanguard 19. London, UK: Osprey Publishing. ISBN 0-85045-388-7.
- Zaloga, Steven (1993). Sherman Medium Tank 1942–1945. New Vanguard. Oxford, UK: Osprey Publishing. ISBN 978-1-85532-296-7.
- Zaloga, Steven (1999). M3 & M5 Stuart Light Tank 1940–45. New Vanguard Number 33. Oxford, UK: Osprey Publishing. ISBN 978-1-85532-911-9.
- Zaloga, Steven (2001). M26/M46 Pershing Tank 1943–53. New Vanguard Noumber 35. Oxford, UK: Osprey Publishing. ISBN 1-84176-202-4.
- Zaloga, Steven (2003). M4 (76 mm) Sherman Medium Tank 1943–65. New Vanguard Number 73. Oxford, UK: Osprey Publishing. ISBN 978-1-84176-542-6.
- Zaloga, Steven (2004). M18 Hellcat Tank Destroyer 1943–97. New Vanguard Number 97. Oxford, UK: Osprey Publishing. ISBN 978-1-84176-687-4.
- Zaloga, Steven (2007). Japanese Tanks 1939–45. New Vanguard Number 137. Oxford, UK: Osprey Publishing. ISBN 978-1-84603-091-8.
- Zaloga, Steven (2008). Armored Thunderbolt. Mechanicsburg, PA: Stackpole Books. ISBN 978-0-8117-0424-3.
- Zaloga, Steven (2009). Panther vs Sherman: Battle of the Bulge 1944. Duel No. 13. Oxford, UK: Osprey Publishing. ISBN 978-1-84603-292-9.
- Zaloga, Steven (2010). T-34-85 vs M26 Pershing: Korea 1950. Oxford, UK: Osprey Publishing. ISBN 978-1-84603-990-4.
- "M4 SHERMAN". tankmuseum.org. The Tank Museum. ngày 6 tháng 9 năm 2021. Truy cập ngày 28 tháng 3 năm 2022.